# عرق أسود
العرق الأسود هو تصنيف عرقيّ تمايزيّ يُشير إلى فئة من البشر ذوي ألوان البشرة البنيَّة الداكنة. يحمل هذا المصطلح مدلولات سياسيَّة ووصفيَّة للإشارة إلى درجات مختلفة من لون البشرة الداكنة. إذ لا يقتضي ارتباط لون البشرة الداكنة بجميع أولئك الذين قد يُشار إليهم بالسود ضرورةً، فغالبًا ما يُستعمل مصطلح «أسود» لوصف الأشخاص الذين تُعتبر بشرتهم داكنة اللون بالمقارنة مع بقية السكان من حولهم حيث يشيع استخدام هذا التوصيف في بعض بلدان العالم التي تعتمد أنظمة مبنيَّة اجتماعيًّا للتصنيف العرقيّ. وغالبّا ما يُدلِّل الاصطلاح على الأشخاص الذين تنحدر أصولهم من دول أفريقيا جنوب الصحراء الكبرى وسكان أوقيانوسيا الأصليين. وبالمقابل يُلاحظ عدم استعمال هذا المصطلح بالبلدان الإفريقية جنوب الصحراء كهوية عرقيَّة في السياقات البعيدة عن التأثيرات الذي أدخلتها الثقافة الغربيَّة على مجتمعاتهم.
تختلف معايير السواد باختلاف المجتمعات. وقد شهدت هذه البُنى الاجتماعيَّة التي تُصنِّف الأشخاص تبعًا لفئات عرقيَّة مُحدَّدة تغيّرًا بمرور الوقت. إذ تُلقي المتغيّرات المجتمعيَّة في عدد من البلدان بظلالها على التصنيف الذي تتفاوت المعايير الاجتماعية المُحدِّدة له، وقد لا تنحصر فقط بماهيّة لون البشرة. فعلى سبيل المثال كان مصطلح «أسود» في المملكة المتَّحدة في السابق يُستعمل للإشارة إلى جميع الأشخاص من غير البيض الذين انحدرت أصولهم من خارج أوروبا. في حين كان المستوطنون في مناطق أخرى مثل أسترالاسيا يستعملون مصطلح «أسود» للإشارة إلى السكان الأصليين أو استخدمه السكان المحليين للإشارة إلى الفئات السكانيَّة ذات الأصول والخلفيات المختلفة عنهم.
يعتبر البعض كلمة «أسود» لفظًا ازدرائيًا أو رجعيًا أو تحجيميًّا أو ينأون عن استعماله لتوصف أنفسهم ولذلك فلا يستعملونه أو يعطونه تعريفًا مُحدَّدًا. وينطبق ذات الأمر في البلدان الأفريقيَّة التي لم يُمارس فيها الاستعمار سياسة الفصل العنصريّ، فيما اعتبر البعض أنَّ التوصيف خاطئ في كثير من الحالات كون الكثير ممن يُعتبرون كذلك هم في طبيعة الحال من الأشخاص ذوي البشرة البنيَّة الداكنة وليس السوداء.

## أفريقيا

### أفريقيا الشمالية

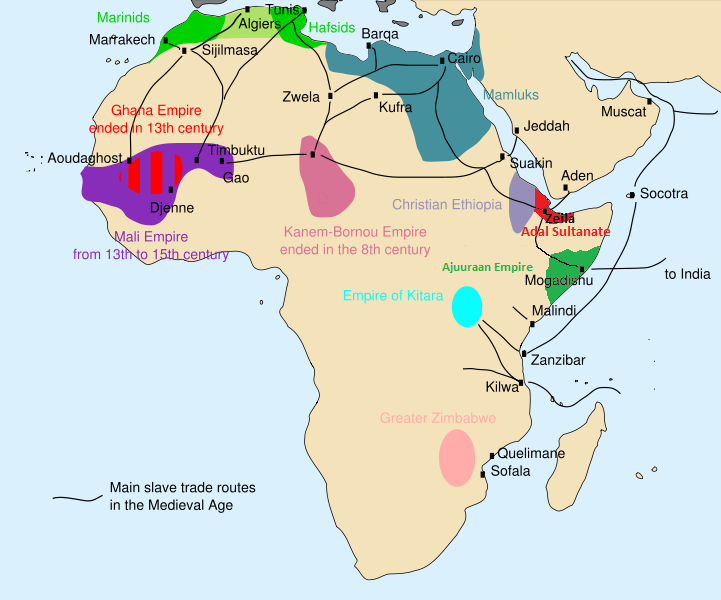
طرق تجارة الرقيق في الشرق الأوسط وشمال أفريقيا إبّان العصور الوسطى.

توجد في شمال أفريقيا مجتمعات عديدة من الأشخاص ذوي البشرة الداكنة وبعضهم يعود تواجده في المنطقة إلى عصور ما قبل التاريخ. في حين تنحدر أصول آخرين إلى المهاجرين الذين حطَّ بهم الرحال في المنطقة خلال رحلات التجارة العابرة للصحراء الكبرى أو أولئك الذين تنحدر أصولهم من رقيق تجارة العبيد العابرة للصحراء الكبرى خلال الفترة التي أعقبت الفتوحات الإسلاميَّة لشمال أفريقيا خلال القرن السابع.

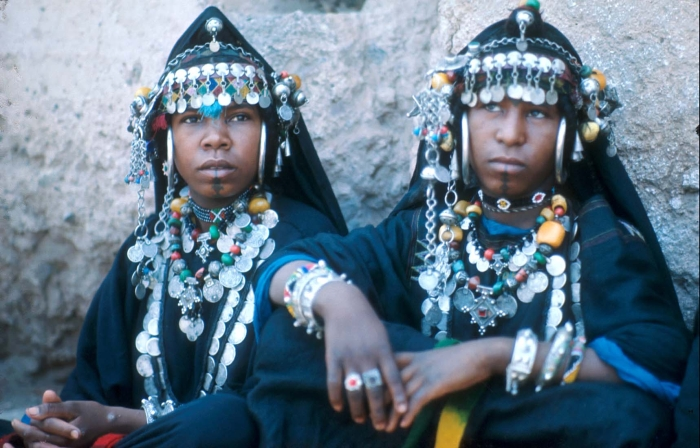
امرأتين من الحراطين وهم من المجتمعات السكانيَّة القاطنة لبلدان المنطقة المغاربية والمنحدرة أصولهم إلى أفريقيا جنوب الصحراء.

شكَّل السلطان المغربيّ مولاي إسماعيل المُلقَّب بـ«الملك المحارب» (1672-1727) خلال القرن الثامن عشر فيلقًا مؤلَّفًا من 150 ألف جندي أسود أطلق عليه اسم جيش عبيد البخاري وهو سلف الحرس الملكيّ المغربيّ.
أصبح أصحاب الأعراق المُتعدِّدة من ذوي الأصول الأفريقيَّة في العالم العربيّ ومن ضمنهم الأشخاص ذوي الأصول العربيَّة في شمال أفريقيا يُعرِّفون أنفسهم بطرق مشابهة إلى حد كبير مع نظرائهم من أصحاب الأعراق المُتعدِّدة في أمريكا اللاتينيَّة وفقًا للباحث كارلوس مور من جامعة ولاية باهيا في البرازيل. أشار مور إلى أنَّ العديد من العرب ذوي ألون البشرة الداكنة ومثلهم الأمريكيون اللاتينيون من ذوي البشرة الداكنة ينظرون إلى أنفسهم على أنهم بيض لأن لديهم بعض الأسلاف السحيقين من ذوي العرق الأبيض.
كان رئيس مصر الثالث أنور السادات من أصحاب الأعراق المُتعدِّدة حيث كانت والدته سودانيَّة نوبيَّة داكنة البشرة من أبناء عرب السودان، في حين كان والده مصريًّا من ذوي البشرة الفاتحة. وصفَ السادات نفسه في ردَّه على إعلان للعب دور تمثيليّ خلال شبابه بأنَّه لم يكن أبيضًا ولم يكن أسودًا بالضبط. إذ اعتبر سوداه مائلًا للحمرة.
كان الرجال العرب خلال فترة تجارة الرقيق في شمال أفريقيا وغير ذلك من الأوقات يميلون إلى استرقاق النساء الأفريقيات أكثر من الرجال ويرجع ذلك إلى طبيعة النظام الأبويّ التي تقوم عليها المجتمعات العربيَّة. غالبًا ما كانت الجاريات الأفريقيات تعملن في الخدمة المنزليَّة والزراعة. وكان الرجال يُفسِّرون ما جاء في القرآن الكريم على أنَّه يُبيح للرجل التمتع جنسيًا بملك يمينه دون زواج وفقًا لما جاء في آية (مَا مَلَكَتْ أَيْمَانُكُمْ)، وآية (إِلَّا عَلَى أَزْوَاجِهِمْ أَوْ مَا مَلَكَتْ أَيْمَانُهُمْ فَإِنَّهُمْ غَيْرُ مَلُومِينَ). وكانت نتيجة ذلك ولادة كثير من الأطفال من ذوي الأصول العرقيَّة المُختلطة. وكان يُطلق على الجاريات الأفريقيات اللواتي يحملن بأطفال من أسيادهن لقب «أم الولد» وهي عبارة حملت مدلولًا طبقيًّا حيث أعطت هؤلاء الجواري امتيازات وحقوق خاصَّة. كان الأطفال الناتجين عن الزواج يتمتعون بحق وراثة أملاك والدهم وهو ما يعني أنَّ الأطفال ذوي الأصول العرقيَّة المختلطة تمكَّنوا من تقاسم ثروة أبيهم مع غيرهم من أخوتهم غير الأشقاء. وانتقلت مكانة الأب الاجتماعيَّة إلى هؤلاء الأولاد عند ولادتهم حيث كانوا أحرارًا، وذلك نظرًا لطبيعة المجتمع الذي كان الأفراد فيه يُنسبون حصرًا إلى أبيهم.
استطاع بعضهم أن يخلفوا أباءهم كحكَّام مثل السلطان أحمد المنصور الذي اعتلى عرش المغرب خلال الفترة من عام 1578 حتَّى عام 1608. لم يُعتبر المنصور على وجه التحديد من أبناء الجواري ذوي أصحاب العرق المختلط لأنَّ أمه كانت من شعب الفولاني ومَحظِيّة قرينة بأبيه.
اشتكى أبناء شعب الزغاوة (وهم من غير العرب) في السودان خلال مطلع عام 1991 من تعرضهم لحملة متزايدة من الفصل العنصريّ والتحامل الذي مارسته القبائل العربيَّة المحليّة بحقهم حيث كانوا يفصلون العرب عن غير العرب (وتحديدًا أولئك من ذوي الأصول النيليَّة). وقد شبَّه الكثير من المراقبين المختصين ما حصل في السودان من قيام الغالبية العربيَّة التي تسيطر على الحكم بالتمييز بحق المواطنين السودانيين من غير العرب بنظام الأبارتيد في جنوب أفريقيا الذي مارست فيه حكومة البيض التمييز والفصل العنصريين بحق السود. واجهت الحكومة اتهامات بـ«التلاعب الحاذق» بمبدأ التضامن والقومية العربيَّة حتى تُمارسَ سياسات التطهير العرقيّ والفصل العنصريّ بحق المجموعات الإثنيَّة غير العربيَّة في البلاد.
اتهم عالم الاقتصاد الغانيّ في الجامعة الأمريكيَّة جورج آييتي الحكومة العربيَّة في السودان بممارسة أفعال عنصريَّة صارخة بحق مواطنيها السود. وعقَّب على الأمر بقوله: «احتكرَ العرب السلطة في السودان واستبعدوا السود. إنَّ هذا أبارتايد عربيّ.» هذا وقد ضمَّ الكثير من الأكاديميين والناشطين الأفارقة صوتهم إلى آييتي متهمين حكومة السودان باتباع نظام للفصل العنصريّ ضد السود من غير العرب.

### الصحراء الكبرى

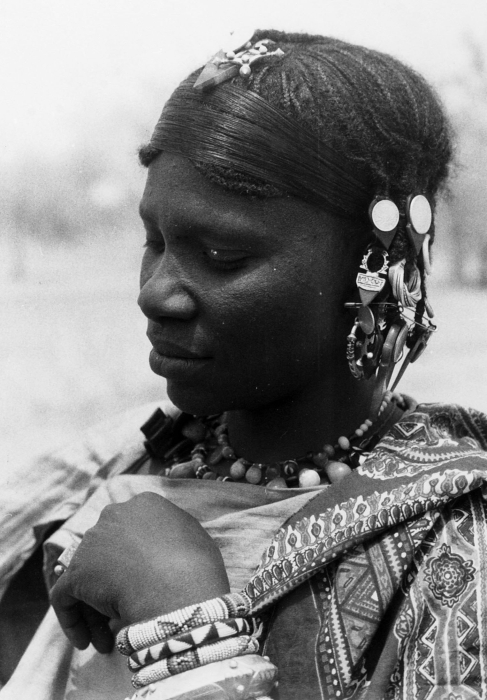
امرأة من طبقة الإيكلان (البيلا) من شعب الطوارق.

امتلك الكثير من أبناء قبائل شعب الطوارق الأمازيغيّ الذي يقطن الصحراء الكبرى عبيدًا من «الزنوج» الذين كانوا يستقدمونهم من الجنوب. كان معظم هؤلاء الرقيق من الأسرى المنحدرين من أصولٍ نيليَّة حيث كان أصحاب الوجاهة من قبائل الطوارق يشترونهم في أسواق النخاسة التي كانت مُنتشرة في غرب السودان أو كانوا قد وقعوا في الأسر خلال غارات القبائل. تُشير كلمة «ابن هير» باللغة الأمازيغيَّة الآهقاريَّة إلى الرقيق الذين كانوا يتحدثون واحدة من اللغات النيليَّة الصحراويَّة. كان يُشار أيضًا إلى هؤلاء العبيد بكلمة «بيلا» بلغات السونغاي، أو كلمة الإيكلان.
اتَّبع الشعب الصحراويّ وهم السكان الأصليين للصحراء الغربيَّة نظامًا طبقيًا تألَّف من طبقات عُليا وطبقات دُنيا. وكان العبيد «الزنوج» الذي استجلبتهم القبائل من المناطق المجاورة يقعون خارج هذه الحدود الطبقيَّة القبليَّة.

### شمال شرق أفريقيا
تألَّفت طبقات العبيد في إثيوبيا والصومال بصورة رئيسيَّة من أولئك الذين وقعوا في الأسر ضمن المناطق الحدوديَّة الواقعة على كل من الحدود الإثيوبيَّة السودانيَّة، والحدود الكينيَّة الصوماليَّة وغيرها من المناطق المحيطة التي تسكنها مختلف المجموعات الإثنيَّة من شعوب البانتو والشعوب النيليَّة، والتي أُطلِقَ عليها جميعًا اسم الشانكيلا والأدونه (وكلتاهما مُشابهتان لكلمة «زنجي» باللغة العربيَّة). وقعَ بعض هؤلاء العبيد في أغلال الأسر خلال نزاعات السيطرة على الأراضي التي دارت رحاها في منطقة القرن الأفريقيّ ليبيعهم تجّار الرقيق بعد ذلك في أسواق النخاسة. يرجع تاريخ أولى تجلِّيات هذا التقليد إلى نقوش تعود للقرن السابع أو الثامن قبل الميلاد كانت قد اُكتشِفت في مملكة دعمت.
كان يُشار إلى هؤلاء الأسرى وغيرهم ممن يُشبهونهم بالشكل بعبارة «تساليم باريا» التي تعني «عبدًا داكن البشرة»، وذلك على النقيض من العبيد ذوي البشرة الفاتحة أو السادة وأصحاب الوجاهة الذين تحدَّثوا واحدة من اللغات الأفريقيَّة الآسيويَّة والذين كان يُشار إليهم محليًا باسم «سابا كايه» بمعنى «الرجال الحمر». ومن جهة أخرى لم تُفرِّق معايير التصنيف العرقيّ الغربيَّة بين السابا كايه («الرجال الحمر» ذوي البشرة الفاتحة) أو الرجال المنحدرين من القرن الأفريقيّ المعروفين باسم السابا تيكور («الرجال السود» ذوي البشرة الداكنة) الذين تحدَّثوا واحدة من اللغات الأفريقيَّة الآسيويَّة أو اللغات النيليَّة أو اللغات البانتويَّة حيث اعتبروهم جميعًا «سودًا» (وكانوا في بعض الحالات يصفوهم بـ«الزنوج») وفقًا لمعايير المجتمع الغربيّ في تصنيف الأعراق.

### أفريقيا الجنوبية
أدَّت فترة الاستعمار في جنوب أفريقيا إلى اختلاط وتزاوج الكثير من الأوروبيين والأفارقة من شعوب الكويسان والبانتو التي تعيش في جنوب أفريقيا، والتي توزعت على قبائل عدَّة وهو ما أدَّى إلى ولادة العديد من الأطفال ذوي الأعراق المُتعدِّدة. عمِلَ المستعمرون الأوروبيون على تهميش الأطفال من ذوي الأصول العرقيَّة المختلطة حيث دنّوا من منزلتهم الاجتماعيَّة جاعلين منهم مواطنين درجة ثانيَّة، وذلك في الوقت الذي توسَّعت فيه سيطرتهم على الأرض. صنَّفت حكومة الأقلية البيضاء السكان في النصف الأول من القرن العشرين تبعًا لأربعة مجموعة عرقيَّة مختلفة وهي السود، والبيض، والآسيويين (معظمهم من الهنود)، والملوَّنين. ضمَّت فئة الملوَّنين مجموعات مختلطة من أصول بانتويَّة وكويسانيَّة وأوروبيَّة (وانحدرت أصول بعضهم إلى شعب الملايو ولا سيما أولئك المقيمين في كيب الغربيَّة). احتَّلت فئة الملوَّنين موقعًا متوسطًا ما بين فئتيّ السود والبيض في جنوب أفريقيا. ومن هنا جاء نظام الأبارتايد الذي تألَّف من مجموعة معقَّدة من القوانين التي فرضت على المجتمع بأسره نظامًا لممارسة الفصل العنصريّ بغطاء قانونيّ. حدَّد قانون تسجيل السكان لسنة 1945 توزيع المجموعات السكانيَّة في البلاد. استمدت بيروقراطية الأبارتايد من خلال ذلك معايير معقَّدة غالبًا ما كانت اعتباطيَّة لتقسيم السكان. وهكذا أخضعت السلطات المحليَّة السكان لاختبارات بغية تطبيق معايير التصنيف هذه. ولجأ المسؤولون إلى ما يُعرف باختبار قلم الرصاص عندما لم يتمكَّنوا من تحديد فئة «أسود» أو «ملوَّن» بناءً على المظهر الخارجيّ للشخص حيث كانوا في هذا الاختبار يُدخِلون قلم رصاص في شعر الشخص لتحديد ما إذا كان مُجعَّدًا كفايةً حتَّى لا يسقط القلم منه أو كان سلسًا كفايةً حتَّى يمر القلم من خلاله. كان الشخص يُسجَّل على أنَّه «أسود» في حال بقي القلم في الشعر دون سقوطه. أدَّت هذه التصنيفات الاعتباطيَّة إلى تفريق الكثير من العائلات.
كانت ساندرا لينغ من النساء الجنوب أفريقيَّات اللواتي تعرَّضن لهذه الممارسة العنصريَّة حيث صنَّفتها السلطات كامرأة «ملوَّنة» خلال حقبة الأبارتايد، وذلك بسبب لون بشرتها وقوام شعرها، وهذا بالرغم من تمكُّن أهلها من إثبات نسب أسلافها الذي ضمَّ ثلاثة أجيال من الأوروبيين. واجهت لينغ الطرد من مدرستها التي كان يرتادها البيض فقط حينما كانت طفلة في العاشرة من العمر. كانت قرارات المسؤولين التمييزيَّة التي استندت بصورة صارخة على شكل فتاة الذي اُعتبِرَ «غريبًا» قد أعاق لينغ عن مزاولة حياتها بصورة طبيعيَّة. تناول فيلم «بشرة» الدراميّ الصادر عام 2008 قصَّة معاناة لينغ، وحاز على عدَّة جوائز سينمائيَّة. قاسى الأشخاص الذين صنَّفتهم السلطات على أنَّهم «ملوَّنين» الأمرين من تمييزٍ واضطهادٍ خلال حقبة الأبارتايد. ومع ذلك فقد تمتَّعت هذه الزمرة ببعض الحقوق القانونيَّة المحدودة حيث كانت أوضاعهم الاقتصاديَّة والاجتماعيَّة أحسن بقليل من أولئك المندرجين تحت زمرة «السود». أرغمت الحكومة فئتيّ السود والملوَّنين على الاستقرار في مناطق مُنفصلة عن البيض مما أدَّى إلى إقامة الكثير من البلديات الكبيرة الخاصَّة بالسود، والتي انتشرت في مناطق بعيدة نسبيًا عن المدن التي سكنها البيض.
نصَّ دستور جنوب أفريقيا في حقبة ما بعد الأبارتايد على إعلان البلاد «ديمقراطية غير عرقيَّة». أقرَّت حكومة حزب المؤتمر الوطنيّ الأفريقيّ الحاكم عددًا من التشريعات الهادفة إلى دعم ممارسات التمييز الإيجابيّ لفئة «السود» المهضوم حقَّها في ضوء الجهود الراميَّة إلى استدراك وإصلاح المظالم التي عانت منها هذه الشريحة من الشعب. وشملت هذه السياسات كلًا من فئة «الأفارقة»، وفئة «الملوَّنين»، وفئة «الآسيويين». فضَّلت بعض سياسات التمييز الإيجابيّ فئة «الأفارقة» على حساب فئة «الملوَّنين» من ناحية التأهل للاستفادة من بعض الميزات. يرى بعض الجنوب أفريقيين الذين كانوا مُصنَّفين ضمن فئة «الأفارقة السود» أنَّ نظرائهم من فئة «الملوَّنين» لم يعانوا القدر ذاته من الممارسات العنصرية التي عانتها فئتهم خلال الأبارتايد. في حين يردّ الجنوب أفريقيين الذين كانوا مُصنَّفين ضمن «الملوَّنين» على ذلك بقولهم: «لم نكن بيضًا كفايةً تحت حكم الأبارتايد، ولسنا سودًا كفايةً تحت حكم حزب المؤتمر الوطنيّ الأفريقيّ».
أصدرت المحكمة العليا الجنوب أفريقيَّة في عام 2008 حكمًا اعتبرَ المواطنين الجنوب أفريقيين ذوي الأصول الصينيَّة الذين عاشوا في البلاد خلال حقبة الأبارتايد (والمنحدرين عنهم) بأنَّهم يندرجون تحت فئة «السود» قانونًا، وذاك فقط من أجل أن يستطيعوا الاستفادة من ميزات قوانين التمييز الإيجابيّ التي يكفلها القانون الجنوب أفريقيّ لفئة السود حيث اعتبرت المحكمة العليا هذه الفئة من المجموعات التي «هُضِمَ حقها» نتيجة ما تعرضوا له كذلك من تمييز عنصريّ. لم يتأهل الصينيين الذين هاجروا إلى البلاد بعد انتهاء حقبة الأبارتايد لهذه المزايا القانونيَّة.

يمكن تمييز فئة «السود» عن «الملوَّنين» بالعادة من خلال المظهر واللغات التي تتحدثها من هاتين الفئتين. يتكلم معظم الملوَّنين الأفريقانيَّة أو الإنجليزيَّة كلغتهم الأم وذلك على العكس من اللغات البانتويَّة التي يتكلمها السود مثل اللغة الزولويّة أو اللغة الكوسيّة. كما يميل الملوَّنين إلى استقاء أسمائهم من الثقافة الأوروبيَّة أكثر من الثقافة البانتويَّة.

## آسيا
الآسيويون الأفارقة كما يُعرفون باسم الآسيويين السود هم الأشخاص المنحدرين من أصول عرقيَّة مُختلطة من دول أفريقيا جنوب الصحراء، ودول قارة آسيا. تعرَّض الآسيويون الأفارقة بمعظمهم إلى التهميش من الناحية التاريخيَّة نتيجة الهجرات البشريَّة العديدة ونشوب النزاعات الاجتماعيَّة.

### غرب آسيا

#### العالم العربي

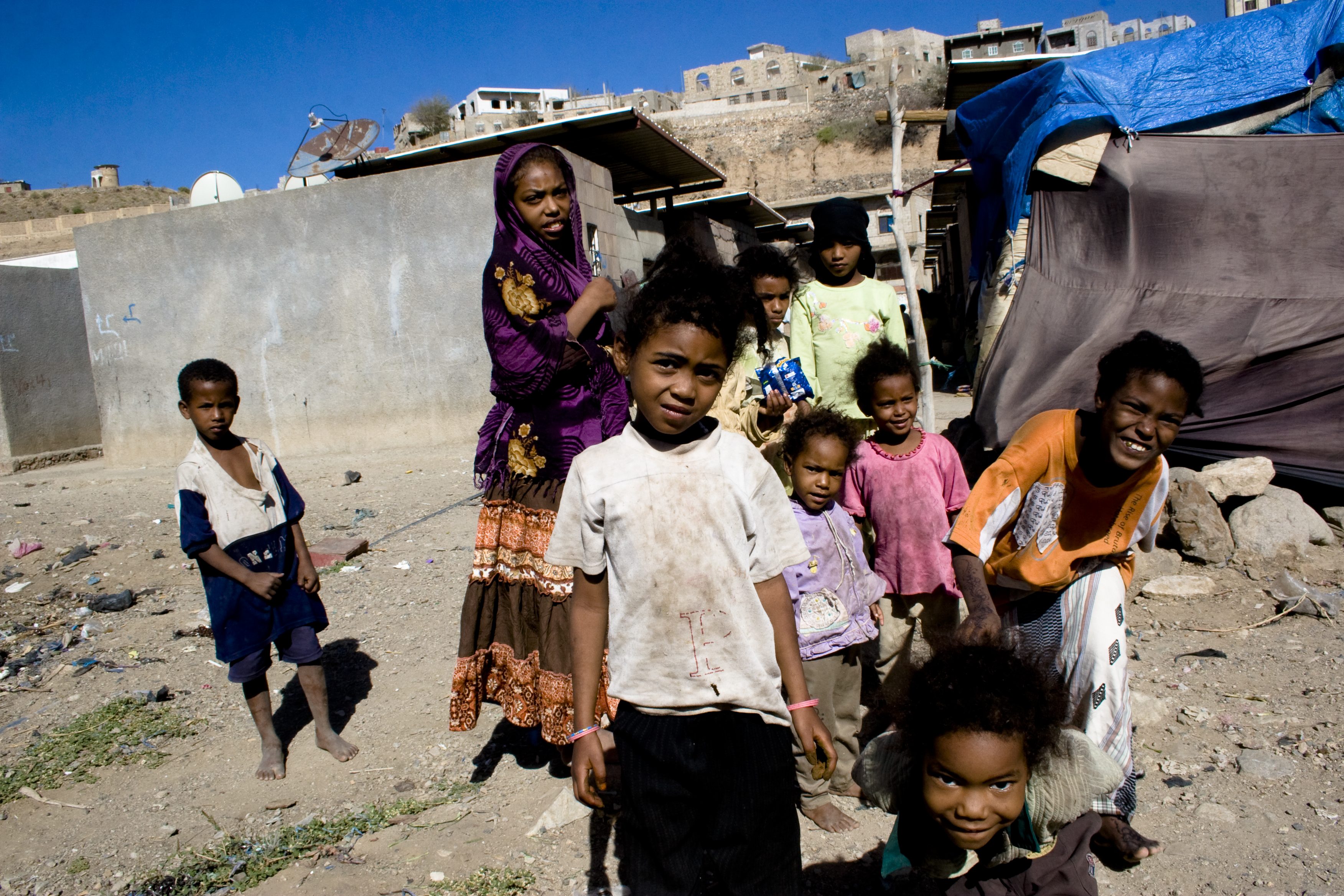
أطفال من اليمنيين الأفارقة (الأخدام) في تعز

يقدِّر المؤرِّخون مجموع عدد الرقيق خلال الفترة المُمتدة بدءًا من مطلع التاريخ الإسلاميّ في عام 650 وحتَّى إلغاء الاتّجار بالرقيق في شبه الجزيرة العربيَّة في منتصف القرن العشرين بما يتراوح عدده من 10 إلى 18 مليون شخص (كان يُطلق عليهم اسم الزنج). كان تجَّار الرقيق من شرق أفريقيا يستجلبون هؤلاء العبيد وينقلوهم إلى شبه الجزيرة العربيَّة وغيرها من المناطق المجاورة للبيع في أسواق النخاسة. كانت أعداد الرقيق الذين اُستجلِبوا إلى المنطقة من خلال هذه الممارسة أكثر بكثير من العبيد المنقولين إلى الأمريكيتين. أثَّرت عدَّة عوامل على عدم بروز أسلاف هذا المكون السكانيّ في المجتمعات العربيَّة المعاصرة خلال القرن الحادي والعشرين: أولها أنَّ معظم هؤلاء العبيد كانوا جوارٍ من النساء حيث كان الطلب على شرائهن مرتفعًا في شبه الجزيرة العربيَّة والمناطق المجاورة حيث خدمن كمَحظِيّات. أمَّا العبيد من الرجال فكان يتم إخصائهم حتَّى يخدموا كحرس يلبون حريم أسيادهم. هذا وقد كان معدَّل وفيات الرقيق السود الذين اشتغلوا بالسخرة عاليًا إلى حد ملحوظ. كان الأطفال الذين ولِدوا من تزاوج السادة العرب مع الجواري من ذوي أصول عرقيَّة مُختلطة. وكان هؤلاء يُدمجون مع عائلات آبائهم ويتمتعون بالحرّية على عكس أمهاتهم، وذلك نظرًا لطبيعة المجتمع الذي كان أفراده يُنسبون حصرًا إلى آبائهم. ولذلك لم يبقى من مجتمعات العرب الأفارقة المنحدرة من أسلاف هؤلاء الرقيق في شبه الجزيرة العربيَّة والدول المجاورة سوى القليل.
يوجد في عدد من البلدان الشرق أوسطيَّة عدَّة أقليات عربيَّة من ذوي أصول أفريقيَّة مثل العراق التي فيها نحو 1.2 مليون عراقيّ أسود. اشتكت هذه المجتمعات من تعرضها لتاريخ حافل من التمييز والعنصرية. ومع ذلك فقد بذل الأفروعراقيون المنحدرون من طبقة «الزنج» جهودًا حثيثة من أجل نيل اعتراف حكوميّ بوضعهم كأقلية مما سيمكِّنهم من الحصول على مقاعد تمثيليَّة لهم في البرلمان كغيرهم من فئات الشعب العراقيّ. تَعتبرُ معظم هذه المجتمعات المنتشرة في المنطقة أنفسها كعرب وأفارقة وفقًا للباحث علمين مزروي وزملائه.

#### إيران
الإيرانيون الأفارقة أو الأفروإيرانيون هم مجموعة سكانيَّة في إيران تنحدر أصولها من أفريقيا جنوب الصحراء. استجلبَ العديد من الأغنياء الفرس خلال عهد السلالة القاجاريَّة النساء والأطفال الأفارقة السود لإجبارهم على أداء الخدمات المنزليَّة. أمَّا عمَّال السخرة فكانوا يُأخذون بصورة حصريَّة من الزنج. انحدرت أصول هؤلاء من الشعوب المتحدِّثة باللغات البانتويَّة التي تعيش في منطقة البحيرات العظمى الأفريقيَّة ضمن المناطق التي تُعدّ في يومنا هذا جزءًا من تنزانيا، وموزمبيق، ومالاوي.

#### إسرائيل

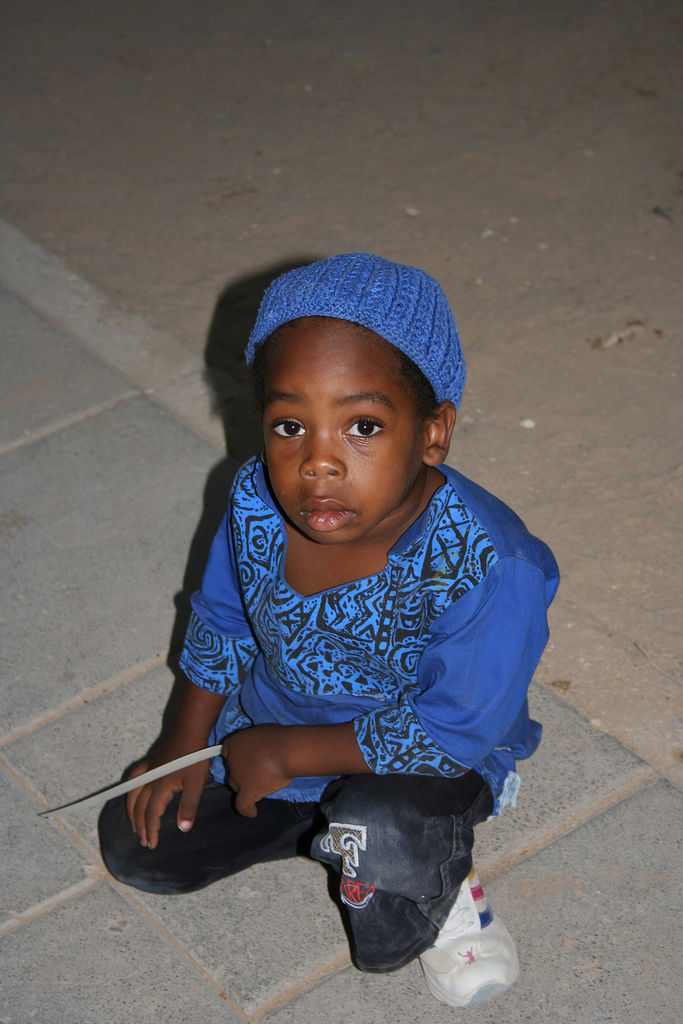
طفلة من جماعة الإسرائيليين العبرانيين الأفارقة في ديمونا.

يعيش في إسرائيل نحو 150 ألف مواطن أسود من أصولٍ أفريقيَّة، ويُشكِّلون ما يناهز 2% من مجموع سكان البلاد. ينحدر القسم الأكبر من الإسرائيليين الأفارقة من منطقة شرق أفريقيا حيث ينتمي غالبيتهم (نحو 120 ألف) إلى طائفة بيتا إسرائيل اليهوديَّة. إذ تعود أصول معظمهم إلى المهاجرين الذين قدِموا إلى إسرائيل خلال ثمانينيات وتسعينيات القرن العشرين من إثيوبيا. كذلك يعيش في إسرائيل أكثر من خمسة آلاف من أعضاء حركة إسرائيليّ يورشليم العبرانيين الأفارقة الذين تنحدر أصولهم إلى الأمريكيين الأفارقة الذين استقروا في البلاد خلال القرن العشرين، والذين يعيشون في أحياء خاصَّة بهم بمدينة ديمونا وسط صحراء النقب في جنوبيّ إسرائيل. ويوجد أيضًا عدد كبير غير معروف من الأفروإسرائيليين الذين اعتنقوا اليهوديَّة وتعود أصول غالبيتهم إلى كندا، والمملكة المتَّحدة، والولايات المتَّحدة.
كذلك يوجد في إسرائيل أكثر من 60 ألف مهاجر غير يهوديّ من أصول أفريقيَّة. يُشكِّل اللاجئون جزءًا من هذه الشريحة السكانيَّة، في حين أنَّ بعضهم الآخر هم من المهاجرين غير الشرعيين. ينحدر معظم هؤلاء من السودان وإريتريا ولا سيما من مجتمعات النوبة المُتحدِّثة باللغات النيجريَّة الكونغوليَّة والتي تقطن جبال النوبة الجنوبيَّة.

#### تركيا

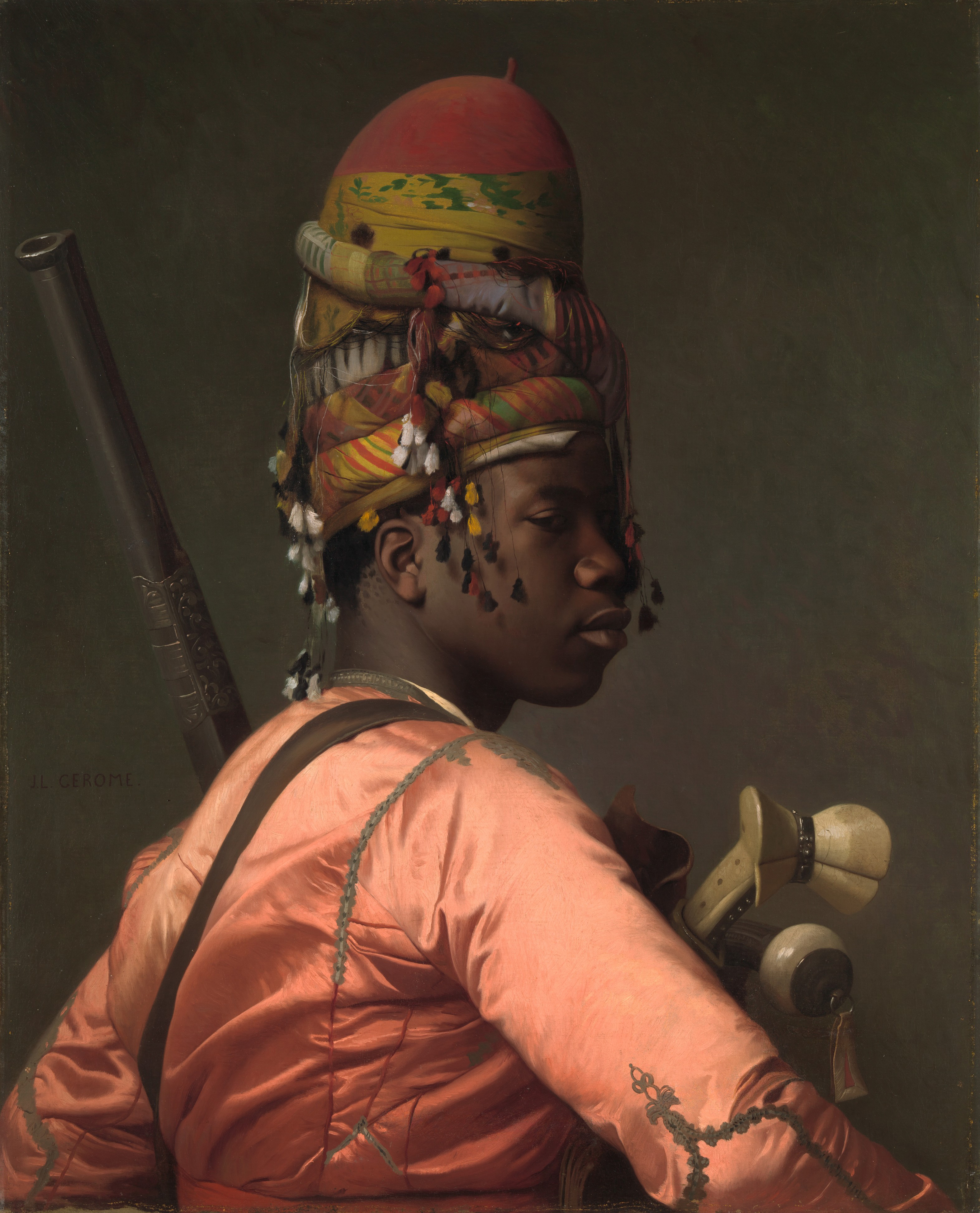
لوحة لباشبوزق عثمانيّ من أصول أفريقيَّة بريشة الرسَّام الفرنسيّ جان ليون جيروم (1869).

استقدمَ تجّار العبيد على مدى قرونٍ عدَّة عشرات ألوف الأسرى الأفارقة من الزنج خلال عهد الدولة العثمانيَّة للعمل في الحقول والمناطق الزراعيَّة الواقعة بين أنطاليا وإسطنبول في تركيا. وهكذا كان قد بقي بعض أسلافهم في هذه المناطق، في حين هاجر آخرون إلى المدن والبلدات الكبرى. كما نُقِلَ بعضهم الآخر إلى كريت ليعودوا بعدها إلى منطقة إزمير من مدينة آيوالق بصورة غير مباشرة أو نتيجة اتفاق التبادل السكانيّ الذي أبرمته تركيا مع اليونان في عام 1923.

### جنوب آسيا

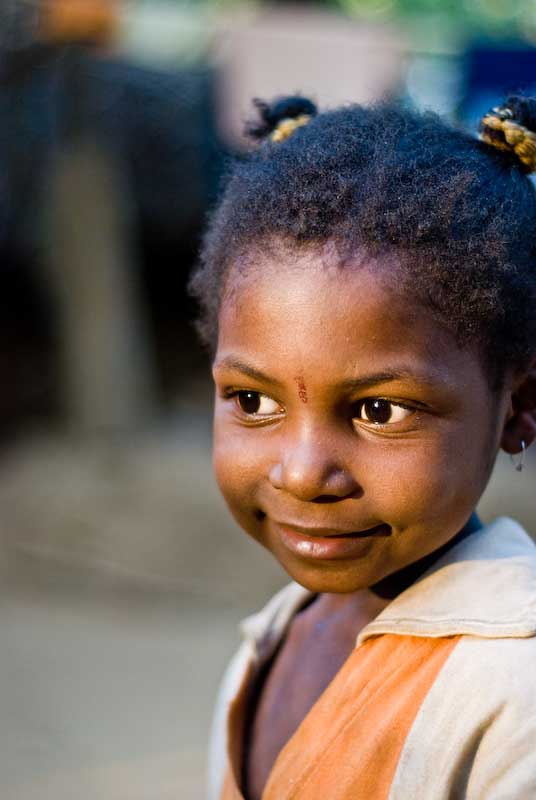
فتاة من إثنية السيدي في بلدة يلابور الواقعة ضمن مقاطعة أوتارا كارناتاكا بولاية كارناتاكا الهنديَّة.

السيدي هم مجموعة إثنيَّة تعيش في كل من الهند وباكستان. وينحدر أعضاءها من الشعوب البانتويَّة التي تقطن جنوب غرب أفريقيا. كان أسلاف هؤلاء إمَّا من التجّار أو البحَّارة أو المرتزقة أو عمَّال السخرة أو العبيد. يبلغ عدد شعب السيدي ما يتراوح بين 270 ألف ونحو 350 ألف نسمة، ويعيش معظمهم في كارناتاكا وغوجارات وحيدر آباد بالهند، ومكران وكراتشي بباكستان. يُطلق على هذه الشريحة السكانيَّة المنحدرة من الشعوب البانتويَّة في منطقة حزام مكران بإقليميّ السند وبلوشستان في جنوب غرب باكستان اسم «مكراني». قام في السند حراك شعبيّ يدعو للامتثال بمبادئ القوة السوداء خلال ستينيات القرن العشرين، وما زال الكثير من السيدي فخورين بهويتهم الإثنيَّة ويحتفون بأصولهم الأفريقيَّة.

### جنوب شرق آسيا

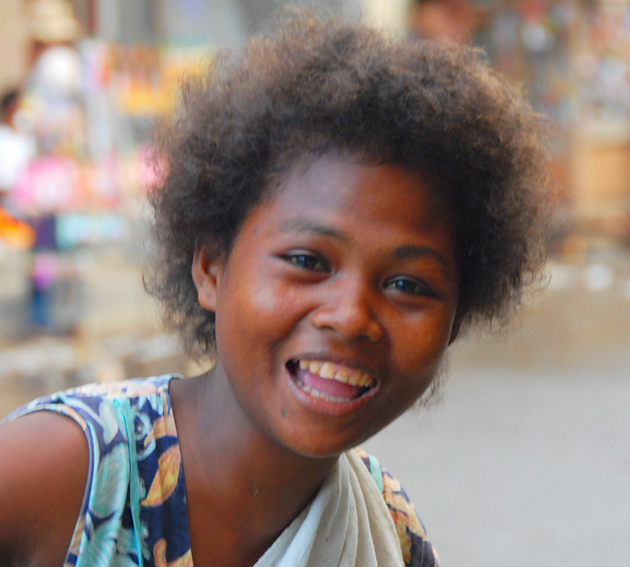
طفلة من الآتي في الفلبين. تُعدّ شعوب النيغريتو من السكان للأصليين لمنطقة جنوب شرق آسيا.

يسود الاعتقاد أنَّ النيغريتو هم من أول السكان الذين استوطنوا جنوب شرق آسيا. كانت شعوب النيغريتو تعيشُ سابقًا في تايوان، وفيتنام، وأجزاء عديدة من آسيا. أمَّا الآن فينحصر وجودها بصورة رئيسيَّة على كل من تايلاند، وأرخبيل الملايو، وجزر أندامان ونيكوبار في الهند. كلمة تعني كلمة «نيغريتو» بالإسبانيَّة «الزنوج الأقزام»، وهو الاسم الذي أطلقه الإسبان على السكان الأصليين الذين اجتمعوا بهم في رحلاتهم إلى الفلبين. واجه هذا المصطلح انتقادات عديدة في دول مثل ماليزيا التي أصبح فيها مرادفًا مع السيمانغ، وهذا رغم أنَّ الأخيرة تشير لمجموعة إثنيَّة بعينها.
عمومًا تعاني شعوب النيغريتو في الفلبين وجنوب شرق آسيا من التمييز والعنصرية. وهذا فضلًا عن تعرضهم للتهميش وعيشهم في الفقر المدقع نتيجة عدم قدرتهم العثور على وظائف تقبل توظيفهم.

## أوروبا

### أوروبا الغربية

#### فرنسا

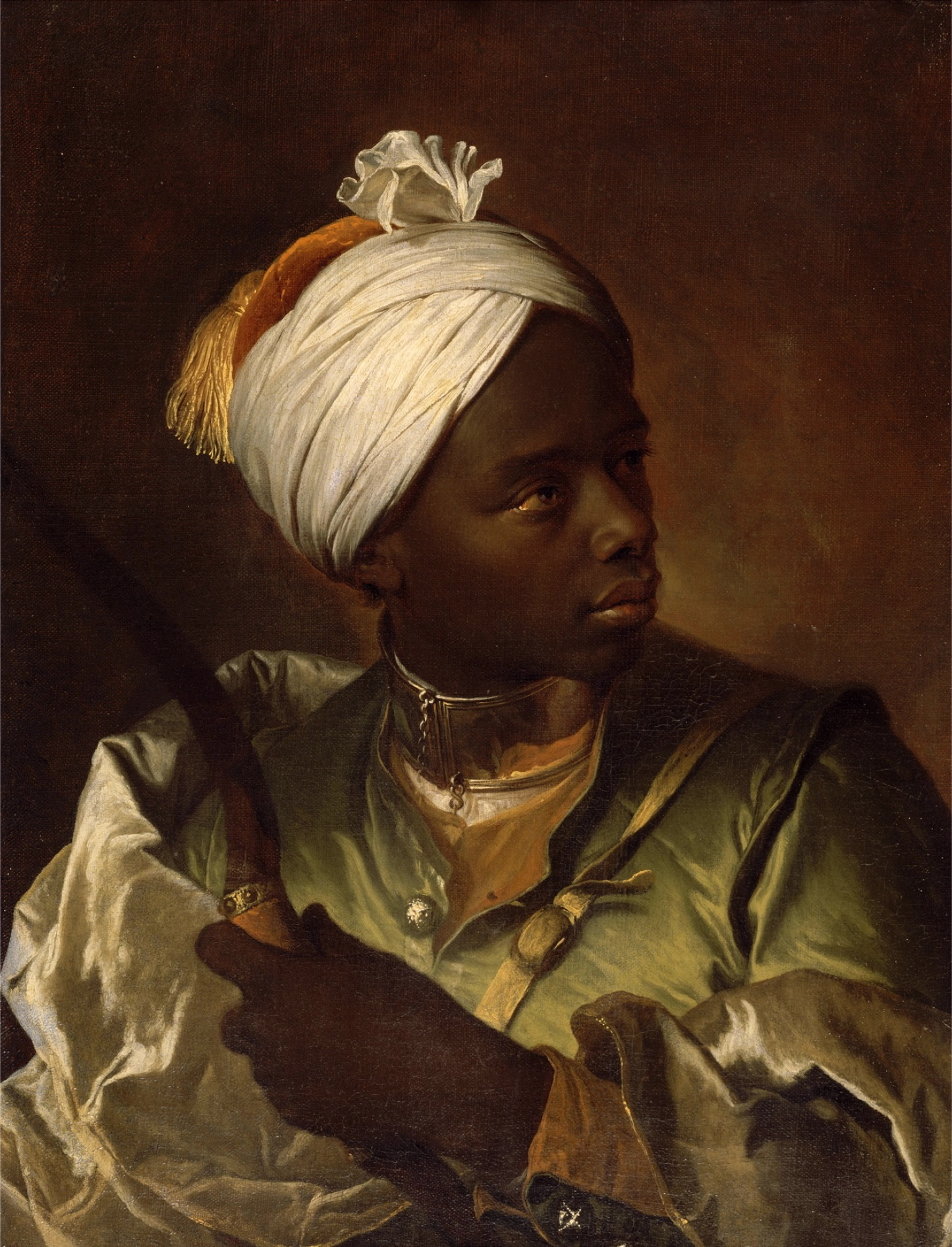
لوحة "الشاب الزنجي مع قوس" بريشة هياسنته ريغو (حوالي عام 1697).

يحظر القانون في فرنسا إجراء مسح إحصائيّ للخلفيات الإثنيَّة للسكان. ومع ذلك فقد أشارت التقديرات إلى وجود ما يتراوح ما بين 2.5 مليون إلى 5 ملايين شخص أسود في البلاد. ويُقدَّر أن أربعة من كل خمسة أشخاص سود في فرنسا ينحدرون من أصول أفريقيَّة، في حين توجد أقلية منهم تنحدر بصورة رئيسيَّة من جزر البحر الكاريبي.

#### ألمانيا
بلغ العدد التقريبيّ للسود الذين يعيشون في ألمانيا نحو مليون نسمة اعتبارًا من عام 2020. بيدَّ أنَّ الرقم الفعليّ صعب التقدير لأن التعداد السكانيّ الرسميّ في ألمانيا لا يستعمل العرق كفئة إحصائيَّة.

#### هولندا
الهولنديون من أصول أفريقيَّة أو الأفروهولنديون هم السكان السود الذين يعيشون في هولندا وينحدرون من أصول أفريقيَّة سوداء أو من أصول أفريقيَّة كاريبيَّة. ينحدر جزء كبير من الهولنديين الأفارقة من أروبا، وبونير، وكوراساو، وسينت مارتن، وسورينام التي كانت أو ما زالت تابعة لمملكة هولندا. كما يعيش في هولندا أقلية كبيرة تنحدر أصولها من الرأس الأخضر، والعديد من البلدان الأفريقيَّة الأخرى.

#### إسبانيا

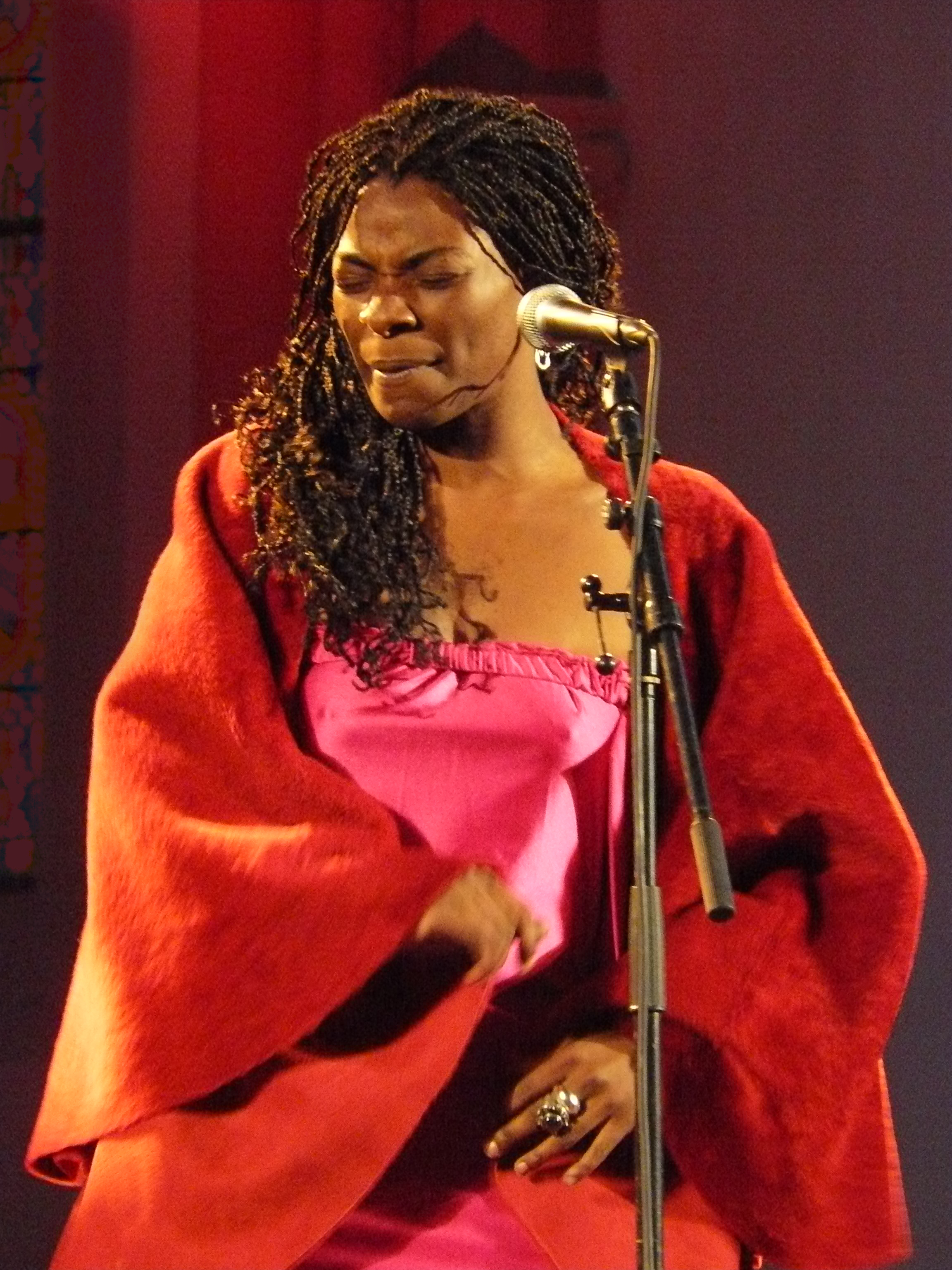
المغنية الإسبانيَّة كونتشا بويكا.

غالبًا ما اُستعمِلَ مصطلح «المور» في أوروبا للإشارة إلى المسلمين المنحدرين من أصول عربيَّة أو أمازيغيَّة ممن عاشوا في شمال أفريقيا وإسبانيا والبرتغال. بيدَّ أنَّ المور لم يكونوا مجموعة أو شريحة سكانيَّة محددة أو مُعرَّفة ذاتيًا. استعملَ الأوروبيون في العصور الوسطى ومطلع العصور الحديثة الكلمة للإشارة إلى المسلمين سواء أكانوا من العرب، أو الأمازيغ، أو الأفارقة السود، أو الأوروبيين البيض.
أدَّعى إيسيدور الإشبيليّ في كتاباته العائدة للقرن السابع أنَّ كلمة "موروس" (Maurus) اللاتينيَّة مشتقة من كلمة "مورون" (μαύρον) اليونانيَّة التي تعني أسود". وبالفعل فقد غدت كلمة "موروس" أو المور في الوقت الذي عاش فيه إيسيدور الإشبيليّ صفة باللغة اللاتينيَّة حيث كانت كلمة مور في أيامه تعني الأشخاص السود.
الإسبانيون الأفارقة هم المواطنون الإسبان المنحدرون من غرب أفريقيا أو وسطها حيث تعود أصولهم بصورة أساسيَّة إلى كل من الكاميرون، وغينيا الاستوائيَّة، وغانا، وغامبيا، ومالي، ونيجيريا، والسنغال. كما توجد شريحة كبير من الإسبان الأفارقة المولودون في إسبانيا، والمنحدرون من مستعمرة غينيا الاستوائيَّة الإسبانيَّة السابقة. يبلغ عدد الإسبان من ذوي الأصول الأفريقيَّة نحو 683 ألف شخص بحسب أحد التقديرات.

#### المملكة المتحدة

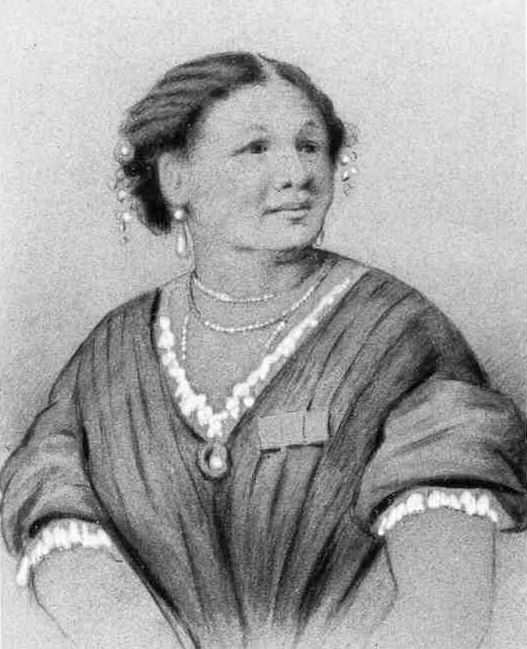
لوحة للمرِّضة وسيدة الأعمال ماري سيكول.

بلغ عدد السكان السود المقيمين في المملكة المتَّحدة أكثر من مليون نسمة بحسب بيانات تعداد عام 2001 الذي أجراه مكتب الإحصاءات الوطنيّ. وصفت نسبة 1% من مجموع سكان البلاد أنفسها على أنَّها من فئة «الكاريبيين السود»، في حين اعتبرت 0.8% نفسها من ضمن «الأفارقة السود»، واختارت نسبة 0.2% فئة «سود آخرون». شجَّعت بريطانيا هجرة العمَّال السود إلى أراضيها من جزر الكاريبي بعد الحرب العالميَّة الثانيَّة. أصبح أولئك الذين وصلوا المملكة المتَّحدة على متن سفينة ويندراش يرتبطون رمزيًا بجيل الويندراش الذين هاجروا إلى البلاد من منطقة الكاريبي خلال الفترة من عام 1948 حتَّى عام 1970. تفضِّل الجهات الرسميَّة استعمال مصطلح «السود وأصحاب الأقليات الإثنيَّة» للإشارة إلى سكان بريطانيا من الأقليات. بيدَّ أن مصطلح «أسود» يُستعمل في كثير من الأحيان للتعبير عن معارضة العنصرية التي تتعرَّض لها جميع الأقليات العرقيَّة مثل منظَّمة أخوات ساوثهول السوداوات التي غلب عليها البريطانيين الآسيويين في بادئ الأمر، ورابطة الشرطة السوداء الوطنيَّة التي ينحدر أعضائها من أصولٍ أفريقيَّة، وأفريقيَّة كاريبيَّة، وآسيويَّة.

### أوروبا الشرقية

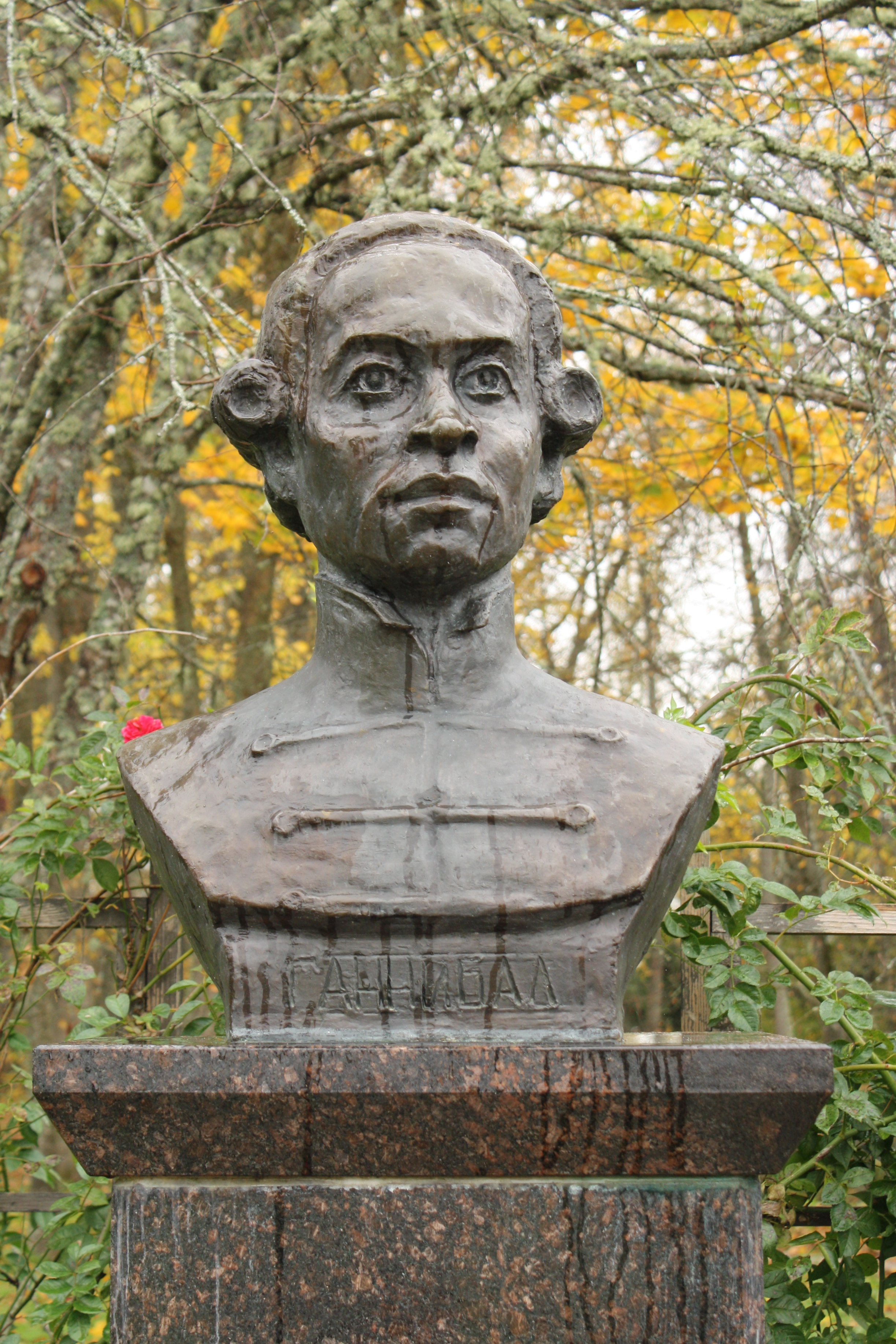
تمثال نصفيّ للجنرال الروسيّ الأفريقيّ أبرام بيتروفيتش غانيبال الذي كان ابن الإمبراطور بطرس الأكبر بالتبني، والجد الأكبر للشاعر الروسيّ الكبير ألكسندر بوشكين.

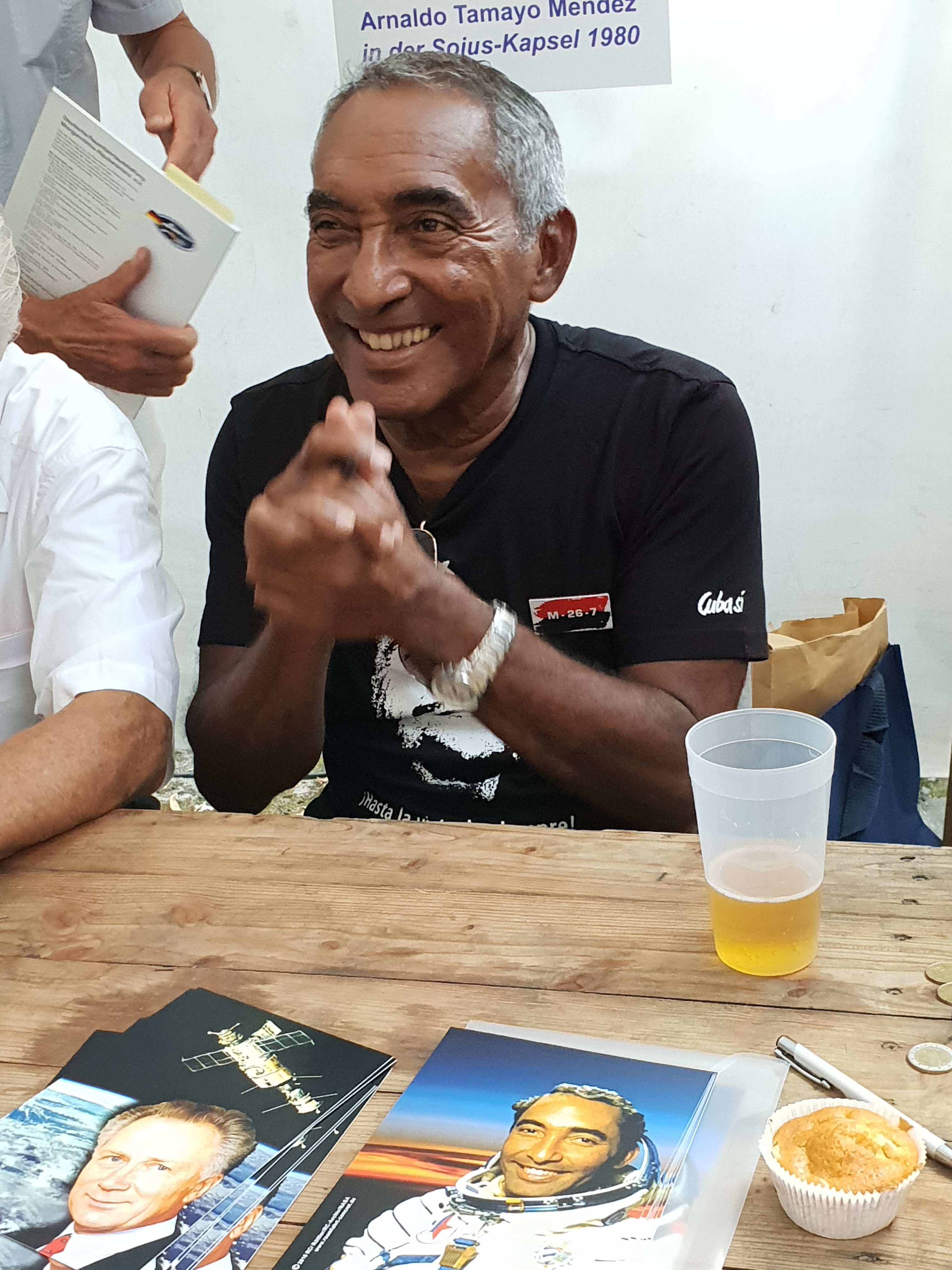
رائد الفضاء الكوبيّ أرنالدو تامايو مينديز الذي كان أول شخص من أصول أفريقيَّة يصعد إلى الفضاء. وقع الاختيار على مينديز للمشاركة في برنامج إنتركوزموس السوفيتيّ في روسيا عام 1978.

عرض الاتِّحاد السوفيتيّ على الكثير من مواطني الدول الأفريقيَّة فرصة الدراسة في روسيا خلال الفترة التي تتابع فيها استقلال الدول الأفريقيَّة عن الاستعمار خلال ستينيات القرن العشرين. وصل مجموع الطلاب الأفارقة الذين سافروا إلى روسيا لاستكمال دراساتهم العُليا على مدَّة أربعين سنة نحو 400 ألف طالب. هذا وقد كان جزء كبير منهم من الأفارقة السود. انتشرت نزعة ابتعاث الطلاب الجامعيين الأفارقة في العديد من بلدان الكتلة الشرقيَّة الأخرى.

#### البلقان
كانت توجد في بلدة أولسيني المُطلَّة على البحر الأدرياتيكي في الجبل الأسود أقلية سوداء من أصول أفريقيَّة، ويعود السبب الكامن وراء وجودها نتيجة ازدهار تجارة الرقيق في البلقان خلال عهد الدولة العثمانيَّة. إذ يُشير المؤرِّخون إلى وجود نحو مئة شخص أسود عاشوا في أولسيني حتَّى عام 1878، وذلك بفعل نشاطات تجارة الرقيق والقرصنة التفويضيَّة السائدة في المنطقة حينذاك. بعث الجيش العثمانيّ نحو ثلاثين ألف مقاتل وفارس أفريقيّ أسود في حملته العسكريَّة الراميَّة لغزو المجر خلال الحرب النمساويَّة التركيَّة التي دارت رحاها من عام 1716 حتَّى عام 1718.

## أوقيانوسيا

### الأستراليون الأصليون

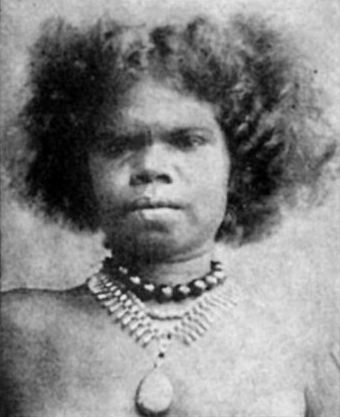
امرأة من السكان الأصليين الأستراليين في عام 1911.

أُشِيرَ إلى الأستراليين الأصليين بـ«السود» منذ الأيام الأولى للاستيطان الأوروبيّ لقارة أستراليا. كان المصطلح بالأصل بمثابة توصيف عن لون بشرة هذه الفئة السكانيَّة، ولكنَّه أصبحَ فيما بعد مصطلحًا عامًّا يشير إلى جميع أولئك المنحدرين من الأستراليين الأصليين والسكان الأصليين لجزر مضيق تورس بغض النظر عن لون بشرتهم.

كان اعتبار الفرد «أبيضًا» أو «أسودًا» أمرًا بالغ الأهمية من ناحية توافر فرص العمل والمكانة الاجتماعيَّة في أستراليا خلال القرن التاسع عشر والقرن العشرين. أسَّست السلطات الأستراليَّة العديد من مجالس حماية الأستراليين الأصليين. كان لهذه المجالس اليد الطولى في التحكم بمعظم جوانب حياة السكان الأصليين بدءًا من تحديد مكان إقامتهم، وتوظيفهم، وزواجهم، وتعليمهم، وانتهاءً بالصلاحيات القانونيَّة التي مكَّنت السلطات من انتزاع الأطفال من أهاليهم. لم يتمتع الأستراليون الأصليون حينذاك بحق التصويت، وغالبًا ما فُرِض عليهم العيش في محميات خاصَّة، وهذا فضلًا عن إجبارهم فعليًا على العمل كالعبيد بأشغال عسيرة ومُجهِدة مقابل أجور زهيدة. هذا وقد اختلفَ الوضع الاجتماعيّ للأفراد ذوي الأصول العرقيَّة المُختلطة أو «الهجينين» في أستراليا على مرِّ الزمن. يرد في تقرير كتبه عالم الإنسان بالدوين سبنسر في عام 1913 ما يلي:
كان من الواضح أنَّ عدد ذوي الأصول العرقيَّة المختلطة أصبح يتزايد بمُعدَّلات أعلى من أعداد السكان البيض في البلاد عقب الحرب العالميَّة الأولى، وهو ما جعل الخوف من «التهديد الداخليّ للهجينين» لمثل أستراليا البيضاء من دواعي القلق التي اخذتها السلطات على محمل الجد بحلول عام 1930. أشارَ حامي الإقليم الشماليّ سيسيل كوك إلى الأمر بقوله: «تُستأصل جميع الشمائل الأصليَّة للأستراليين الأصليين عمومًا مع الجيل الخامس، وتغدو غير قابلة للتغيير مع الجيل السادس. يُمكن القضاء على المشكلة التي يُمثِّلها الهجينون بسرعة غبر التبدد التام للعرق الأسود، وإغراق ذريتهم بالبيض.»
أصبحت السياسة الحكوميَّة الرسميَّة قائمة على الاستيعاب الثقافيّ والإنجابيّ من خلال إقصاء السكان الأصليين من حاملي النسب الأسود الكامل دون غيره، والسماح للبيض بالامتزاج عرقيًا مع الهجينين مما سيجعل هذا العرق أبيضًا بمرور الزمن. أدَّت هذه السياسة إلى اختلاف المعاملة التي واجهها الأفراد «السود» عن نظرائهم «الهجينين» حيث كانت السلطات تستهدف الأطفال الهجينين ذوي ألوان البشرة الفاتحة وتأخذهم من عائلاتهم حتَّى تربيهم كأطفال «بيض». إذ مُنِعوا من تحدُّث لغاتهم الأصليَّة وممارسة عاداتهم وتقاليدهم المُتوارثة. يُعرف هذا الجيل في أستراليا باسم الجيل المسروق.

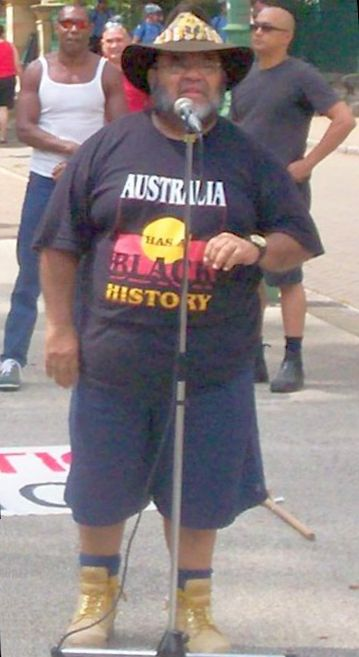
الناشط الأستراليّ الأصليّ سام واطسون خلال إلقاءه لكلمة في تظاهرة بمناسبة «يوم الغزو» سنة 2007. يرتدي واتسون قميصًا يدعو إلى الاعتراف بتاريخ السود في أستراليا.

شهِدت الفترة المُمتدة بدءًا من النصف الثاني للقرن العشرين وحتَّى الوقت الحاضر تحسنًا تدريجيًا في سجل حقوق الإنسان الخاص بالسكان الأصليين في أستراليا. صوَّت أكثر من 90% من الشعب الأستراليّ في استفتاء عام 1967 على إنهاء التمييز الدستوريّ المُمارس تجاه السكان الأصليين وتضمينهم في التعداد الوطنيّ. بدأ العديد من الناشطين المدافعين عن حقوق السكان الأصليين خلال هذه الفترة باستعمال مصطلح «أسود» للإشارة إلى أنفسهم بصورة إيجابيَّة والافتخار بأصلهم ونسبهم. وفي هذا الصدد يقول الناشط بوب مازا:
نال الكاتب الأستراليّ الأصليّ كيفن غيلبرت جائزة المجلس الوطنيّ للكتاب في عام 1978 عن كتابه الذي حمل عنوان «العيش كأسود: السود يتحدثون إلى كيفن غيلبرت»، وهذا الكتاب عبارة عن مجموعة من القصص الحياتيَّة التي يرويها عدد من السكان الأصليين. كذلك فاز كتاب آخر لنفس المؤلِّف حمل عنوان «داخل أستراليا السوداء» بجائزة حقوق الإنسان للأدب في عام 1998. وذلك الكتاب عبارة عن مجموعة من المختارات الشعريَّة والصور الفوتوغرافيَّة التي تتناول جوانب عديدة من حياة وتقاليد الأستراليين الأصليين. قامت الحكومة الأستراليَّة في عام 1990 بتغيير التعريف القانونيّ للسكان الأصليين الذي كان في السابق ينحصر فقط على أولئك الذين لديهم أسلاف من الأستراليين الأصليين ليشمل:
أدَّى الاعتراف وقبول الأستراليين في جميع أنحاء البلاد للسكان الأستراليين الأصليين إلى زيادة كبيرة وملحوظة في عدد الأشخاص الذين يُعرِّفون أنفسهم كأستراليين أصليين أو كسكان جزر مضيق توريس الأصليين. كما أدَّى إعادة اعتماد مصطلح «أسود» الذي أضحى يحملُ في طياته معانٍ أكثر إيجابيَّة وشموليَّة إلى استعماله بصورة واسعة وكبيرة في الثقافة الأستراليَّة حيث انتشر استخدام الكلمة في وسائل الإعلام العامَّة، والوكالات الحكوميَّة، والشركات الخاصَّة. سلَّطت عدد من القضايا الشهيرة في عام 2012 الضوء على تغيُّر المواقف القانونيَّة والاجتماعيَّة تجاه فكرة عدم ارتباط لون البشرة بحقيقة انتماء الشخص للأستراليين الأصليين وسكان جزر مضيق توريس. إذ تعرَّض الملاكم الشهير أنتوني موندين لسيل من الانتقادات بعد تشكيكه بـ«سواد» ملاكم آخر. وفازت الدعوى المُرفوعة على الصحفي أندرو بولت بعدما قام الأخير بنشر تعليقات تمييزيَّة حول الأستراليين الأصليين ذوي ألوان البشرة الفاتحة.

### الميلانيزيون
اُشتّقَ اسم منطقة ميلانيزيا الواقعة في المحيط الهادئ من كلمة μέλας اليونانيَّة بمعنى «أسود» وكلمة νῆσος بمعنى «جزيرة» أي يقصد بها «جزيرة السود»، وهو إشارة إلى لون البشرة الداكنة للسكان الأصليين لهذه الجزر. لاحظ المستوطنون الأوروبيون الأوائل مثل المستكشف الإسبانيّ إنيغو أورتيز دي ريتز وجود تشابه كبير بين شعوب هذه الجزر وسكان أفريقيا.

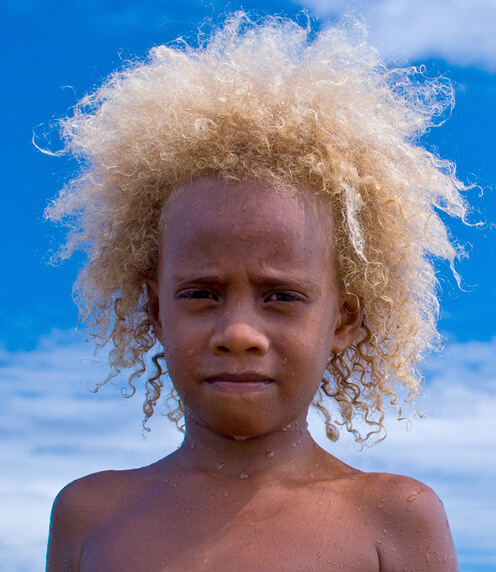
فتاة شقراء من فانواتو

تعرَّض الميلانيزيون وغيرهم من السكان الأصليين لجزر المحيط الهادئ إلى ممارسة قامت أساسًا على خداعهم وإجبارهم على مزاولة أعمال السخرة في حقول زراعة القطن، والبن، وقصب السكر في بلدانٍ بعيدة عن موطنهم الأصليّ خلال القرن التاسع عشر والقرن العشرين. بلغَ عدد عمَّال السخرة المُستجلبين إلى كوينزلاند من جزر سليمان، وهيبريدس الجديدة، وغينيا الجديدة للعمل في حقول زراعة قصب السكر ما تراوح من 55 ألفًا إلى ما يزيد عن 62 ألف شخص. أُعِيدَ مُعظم العمَّال الذين كانوا يشتغلون في كوينزلاند إلى أوطانهم بموجب قانون عمالة جزر المحيط الهادئ لسنة 1901. أمَّا أولئك الذين ظلّوا في أستراليا واتخذوها موطنًا جديدًا لهم فأصبحَ يُشار إليهم بسكان جزر بحر الجنوب. واجهت هذه الفئة الكثير من العنصرية والتمييز من قِبل المجتمع الأستراليّ الذي يتألَّف بغالبيته من البيض فكانت حالها كحال الأستراليين الأصليين. هناك عدد كبير من الناشطين الأستراليين الأصليين ممن ترتبط أصولهم بسكان الجزر الجنوبيَّة ومنهم فيث باندلر، وإيفلين سكوت، وبونيتا مابو.
لجأ الكثير من الميلانيزيين إلى استعمال مصطلح 'ميلانيزيا' كواحدة من الطرق التي يمكنهم من خلالها تذكير أنفسهم بالعلاقات القويَّة التي تجمعهم كشعب واحد. أشارت ستيفاني لاوسون إلى أنَّ المصطلح تبدَّل غرضه من كلمة كان يُقصد منها الاستصغار إلى مصطلح إيجابيّ يُستعمل كأساس يؤكد على الهوية الإقليميَّة الفرعيَّة المعاصرة للمنطقة، فضلًا عن كونه شكلًا من أشكال التنظيم بين دولها.:14 فعلى سبيل المثال يُلاحظ استخدام المصطلح في اسم مجموعة رأس الحربة الميلانيزيَّة التي تهدف إلى تعزيز النمو الاقتصاديّ في الدول الميلانيزيَّة.

### أخرى

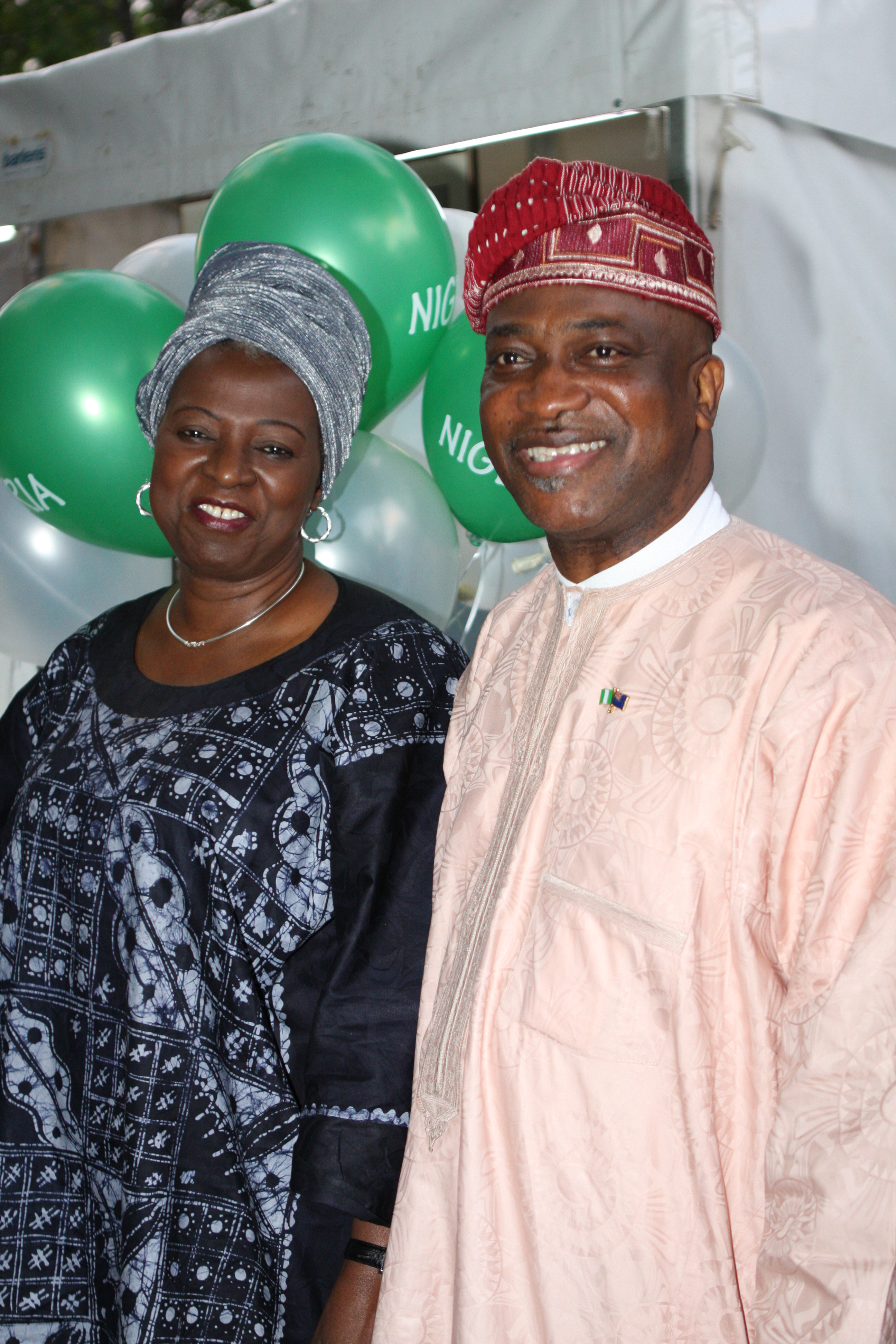
نيجيريَّان في من مهرجان تعدُّد الثقافات الوطنيّ في كانبرا عام 2012.

كان المُدان والهارب جون سيزر الملقَّب بـ«القيصر الأسود» من أوائل السود الأفارقة الذين وصلوا إلى أستراليا.
بلغَ عدد سكان البلاد المولودين في أفريقيا 380 ألف نسمة بحسب تعداد عام 2016. بيدَّ أنَّ هذا الرقم يشمل جميع المهاجرين من دول أفريقيا إلى أستراليا بغض النظر عن عرقهم ولون بشرتهم ومن بينهم الأفارقة البيض ذوي الأصول الأوروبيّة.

## أمريكا الشمالية

### كندا

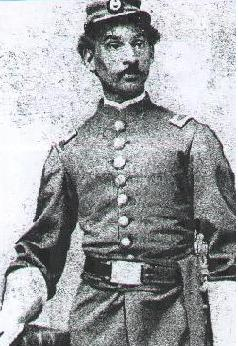
شارك أندرسون روفن أبوت الذي يُعدّ أول كنديّ أسود يُرخَّص له بمزاولة مهنة الطب في الحرب الأهليَّة الأمريكيَّة، وكان من بين الشاهدين على وفاة الرئيس أبراهام لينكون وهو على فراش الموت.

الكنديون السود هو مصطلح يُستعمل للإشارة إلى المواطنين والمقيمين السود ذوي الأصول الأفريقيَّة الذين يعيشون في كندا. ينحدر غالبية الكنديين السود من أصولٍ كاريبيَّة، ولكن يوجد أيضًا بعض المهاجرين السود من الأمريكيين الأفارقة والمنحدرين عنهم ومن ضمنهم النوفا سكوشيين السود، فضلًا عن وجود العديد من المهاجرين الأفارقة.
يشير الكنديون السود إلى أوجه التشابه التي تجمع ما بين أولئك المنحدرين من أصولٍ كاريبيَّة أفريقيَّة وغيرهم من السود المنحدرين من مختلف الدول الأفريقيَّة. كثيرًا ما يستعمل بعض الكنديين السود المُنحدرة أصولهم من أوائل العبيد الذين استجلبتهم السلطات الاستعماريَّة البريطانيَّة والفرنسيَّة إلى البر الرئيسيّ لأمريكا الشماليَّة مصطلح «كنديون أفارقة» للإشارة إلى أنفسهم. قاتلَ الألاف من من الموالين السود من أمثال توماس بيترز إلى جانب بريطانيا خلال الحرب الثوريَّة الأمريكيَّة بعدما وعِدُوا بالحرّية. وهكذا قامت السلطات الملكية الكنديَّة بإعادة توطين هؤلاء بعد انتهاء الحرب. كذلك وصل إلى كندا خلال السنوات التي سبقت اندلاع الحرب الأهليَّة الأمريكيَّة ما يتراوح عدده من عشرة ألاف إلى ثلاثين ألف عبد فرَّوا من ولايات الجنوب الأمريكيّ عبر اجتياز شبكة السكة الحديديَّة تحت الأرض ليصبحوا أحرارًا.
يرفض العديد من السود ذوي الأصول الكاريبيَّة في كندا مصطلح «كنديين أفارقة» باعتباره طمسًا للجوانب الثقافيَّة الكاريبيَّة الفريدة المؤلِّفة لهويتهم العرقيَّة والإثنيَّة حيث يُطلقون على أنفسهم اسم «كنديين كاريبيين». هناك اتفاق واسع في كندا على استعمال مصطلح «كنديين سود»، وذلك على عكس الولايات المتَّحدة التي أضحى فيها مصطلح «أمريكيون أفارقة» واسع الاستعمال والتداول. ويكمن السبب وراء ذلك في الجدل الذي أثاره استعمال مصطلح «كنديين أفارقة» لعدم تفريقه ما بين الكنديين المنحدرين من أصول كاريبيَّة وأولئك المنحدرين من أصول أفريقيَّة.

### الولايات المتحدة

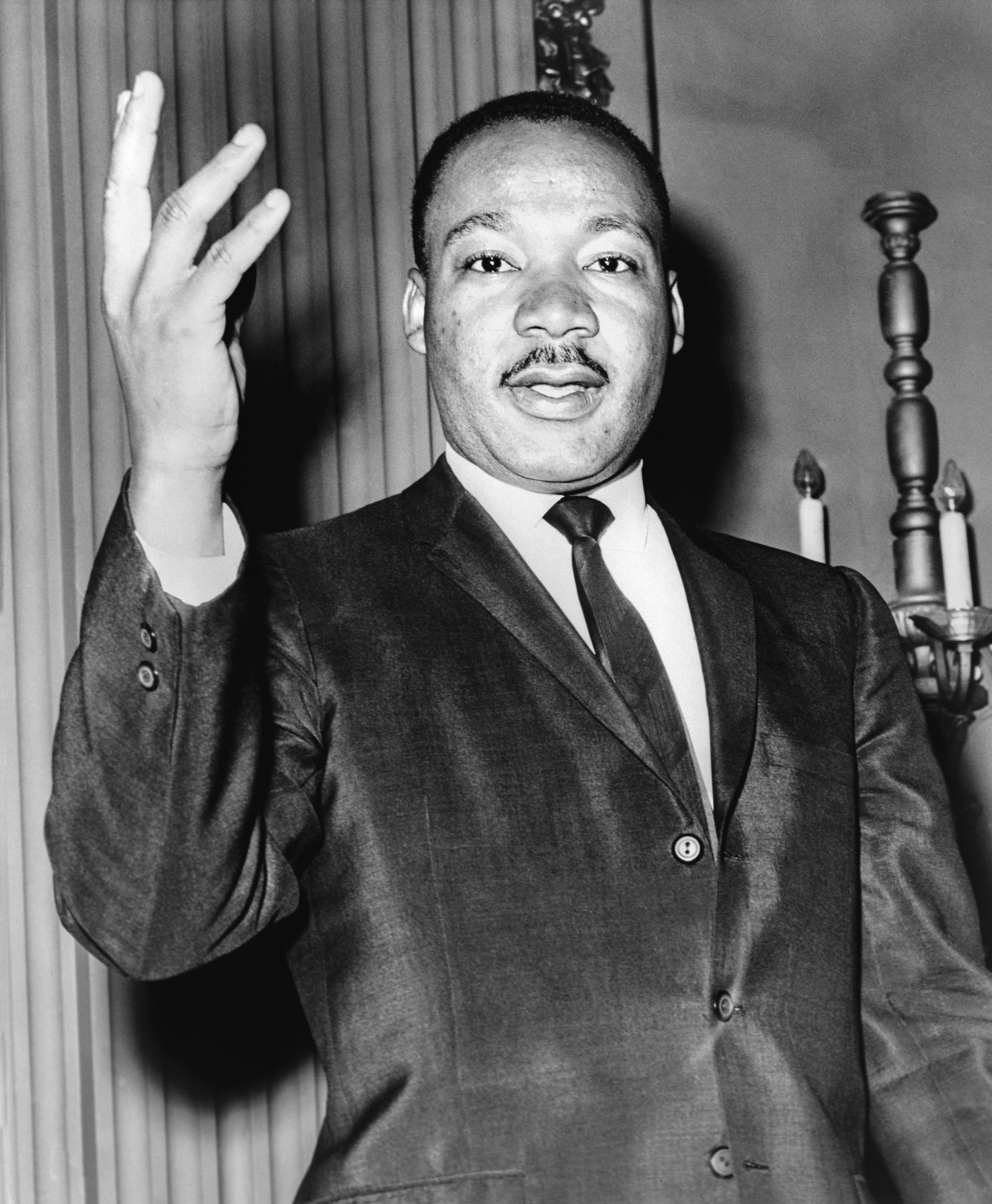
زعيم حركة الحقوق المدنيَّة مارتن لوثر كينغ الابن.

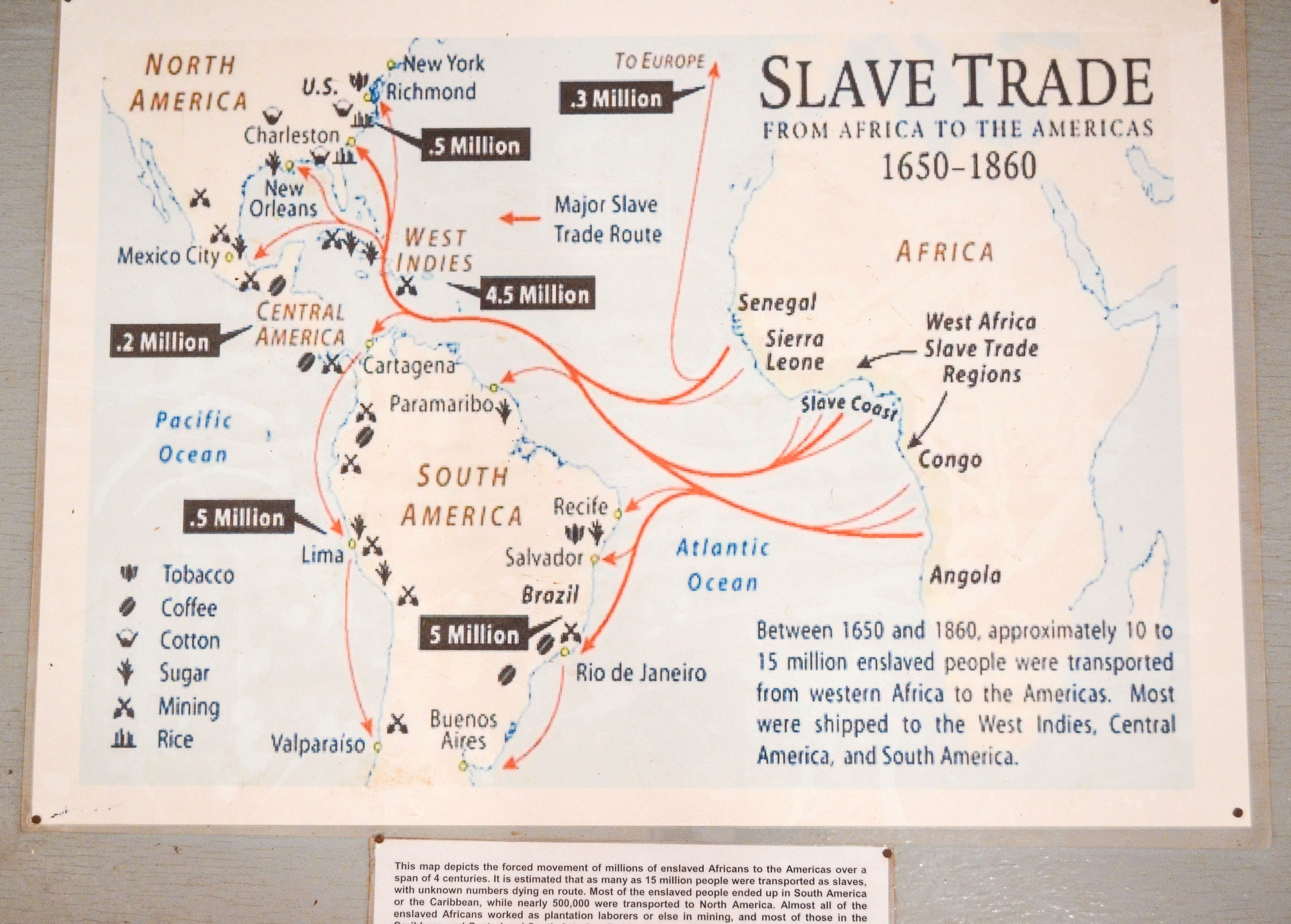
الطرق الرئيسيَّة لتجارة الرقيق العابرة للأطلسيّ.

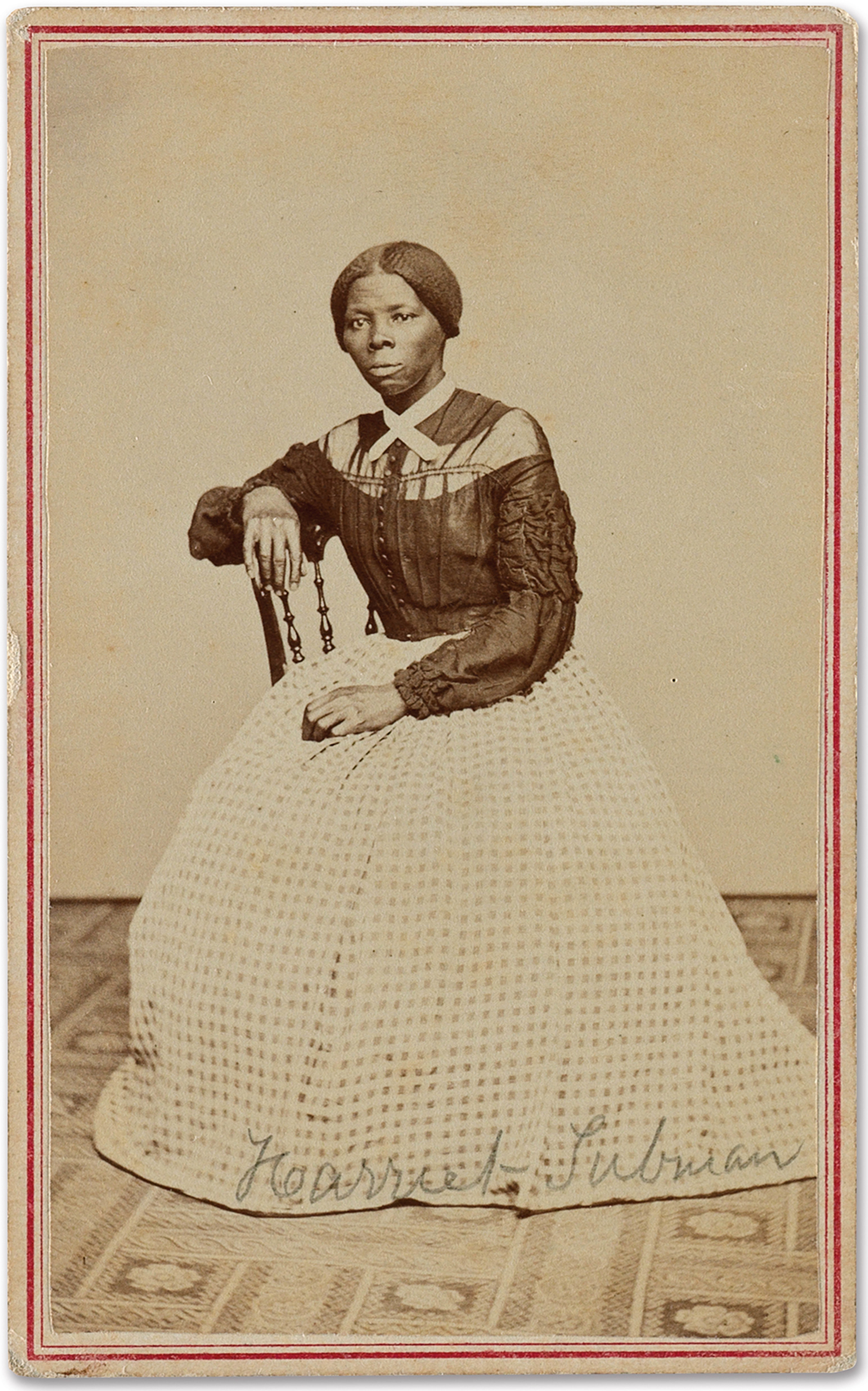
الأَمَةُ الهاربة والناشطة الإبطاليَّة وجندية الاستطلاع الأمريكيَّة هارييت توبمان التي كان لها الفضل في اعتاق ما يناهز عن سبعين شخصًا من خلال شبكة السكك الحديديَّة تحت الأرض.

كان هناك ثمانية مناطق رئيسيَّة استجلب منها الأوروبيين الرقيق إلى نصف الكرة الغربيّ عبر السفن. اختلف عدد الرقيق الذين بِيعوا إلى العالم الجديد خلال الفترة التي استمرت فيها تجارة العبيد عبر الأطلسيّ. أمَّا بالنسبة لتوزع أعداد الرقيق على مناطق التوريد فكانت بعض المناطق تنتجُ أكثر بأشواط من غيرها. بلغَ عدد الأفارقة الغربيين المُستعبدين الذين نُقِلوا بالسفن إلى الأمريكيتين خلال الفترة المُمتدة ما بين عام 1650 وعام 1900 نحو 10.24 مليون شخص. وتوزَّعت النسب التقديريَّة لهؤلاء العبيد على المناطق الآتية:
- سنغامبيا (السنغال وغامبيا): 4.8%
- غينيا العليا (غينيا بيساو، وغينيا، وسيراليون): 4.1%
- ساحل وندوورد (ليبيريا، وساحل العاج): 1.8%
- ساحل الذهب (غانا والمناطق الشرقيَّة من ساحل العاج): 10.4%
- خليج بنين (توغو، وبنين، والأراضي النيجيريَّة غرب دلتا النيجر): 20.2%
- خليج بيافرا (الأراضي النيجيريَّة شرق دلتا النيجر، والكاميرون، وغينيا الاستوائيَّة، والغابون): 14.6%
- غرب وسط أفريقيا (جمهورية الكونغو، وجمهورية الكونغو الديمقراطيَّة، وأنغولا): 39.4%
- جنوب شرق أفريقيا (موزمبيق ومدغشقر): 4.7%

كانت كلمة «زنجي» في ذلك الوقت تُستعمل على نطاقٍ واسع للإشارة إلى العبيد الأفارقة. هذا وقد اُكتشِفَ أيضًا أنَّ الأمريكيين الأصليين كانوا يُصنَّفون على أنهم «زنوج» في سجّلات العبيد التي عُثِر عليها في مدينة إشبيلية الإسبانيَّة.

أصبحت كلمة «زنجي» «nigger» (وليس «negro») من الكلمات الازدرائيَّة التحقيريَّة التي كانت تُستعمل بقصد الإشارة إلى السود في الولايات المتَّحدة بحلول العقد الأول من القرن العشرين. وهكذا أصبح مصطلح «مُلوَّن» بديلًا واسع القبول والتداول في الثقافة الشعبيَّة الأمريكيَّة بُغية الإشارة للأمريكيين ذوي الأصول الأفريقيَّة عوضًا عن تلك الكلمة العنصريَّة. أصبحت كلمة «أسود» الكلمة الأكثر شيوعًا للإشارة إلى الأمريكيين الأفارقة بعد حركة الحقوق المدنيَّة، وقبل ذلك كان مصطلح «negro» أكثر قبولًا حيث اُعتبِرَ توصيفًا طبيعيًّا. ومن الأمثلة على ذلك استعمال زعيم حركة الحقوق المدنيَّة الأمريكيَّة مارتن لوثر كينغ الابن للكلمة عند التحدث عن نفسه وأبناء جلدته في خطبته الشهيرة «لدي حلم» التي ألقاها في عام 1963. اعترضَ بعض قادة الأمريكيين الأفارقة من أمثال مالكوم إكس على استخدام هذه الكلمة خلال حركة الحقوق المدنيَّة الأمريكيَّة في خمسينيات وستينيات القرن العشرين بسبب ارتباطها بتاريخ العبودية والفصل العنصريّ والتمييز الذي قاساه الأمريكيون الأفارقة وعانوا من خلاله الأمرّين أو عُمِلوا على أساسه كمواطنين درجة ثانيَّة. فضَّل مالكوم إكس كلمة «أسود» «black» بدلًا من «negro»، ولكنَّه تخلَّى لاحقًا وعلى نحوٍ تدريجيّ عن هذه الكلمة وعن كلمة «أفروأمريكيون» بعد تركه لحركة أمَّة الإسلام.
انتشرت العديد من المصطلحات الأخرى واسعة التداول التي اُستعمِلت للإشارة إلى الأمريكيين ذوي الأصول الأفريقيَّة منذ أواخر ستينيات القرن العشرين وحتَّى يومنا هذا ومنها مصطلح «أفروأمريكيون» الذي اُستخدِم خلال الفترة المُمتدة من أواخر الستينيات حتى تسعينيات القرن العشرين، ومصطلح «أمريكيون أفارقة» الذي يُستعمل في الوقت الحاضر بقصد الإشارة إلى الأمريكيين السود.

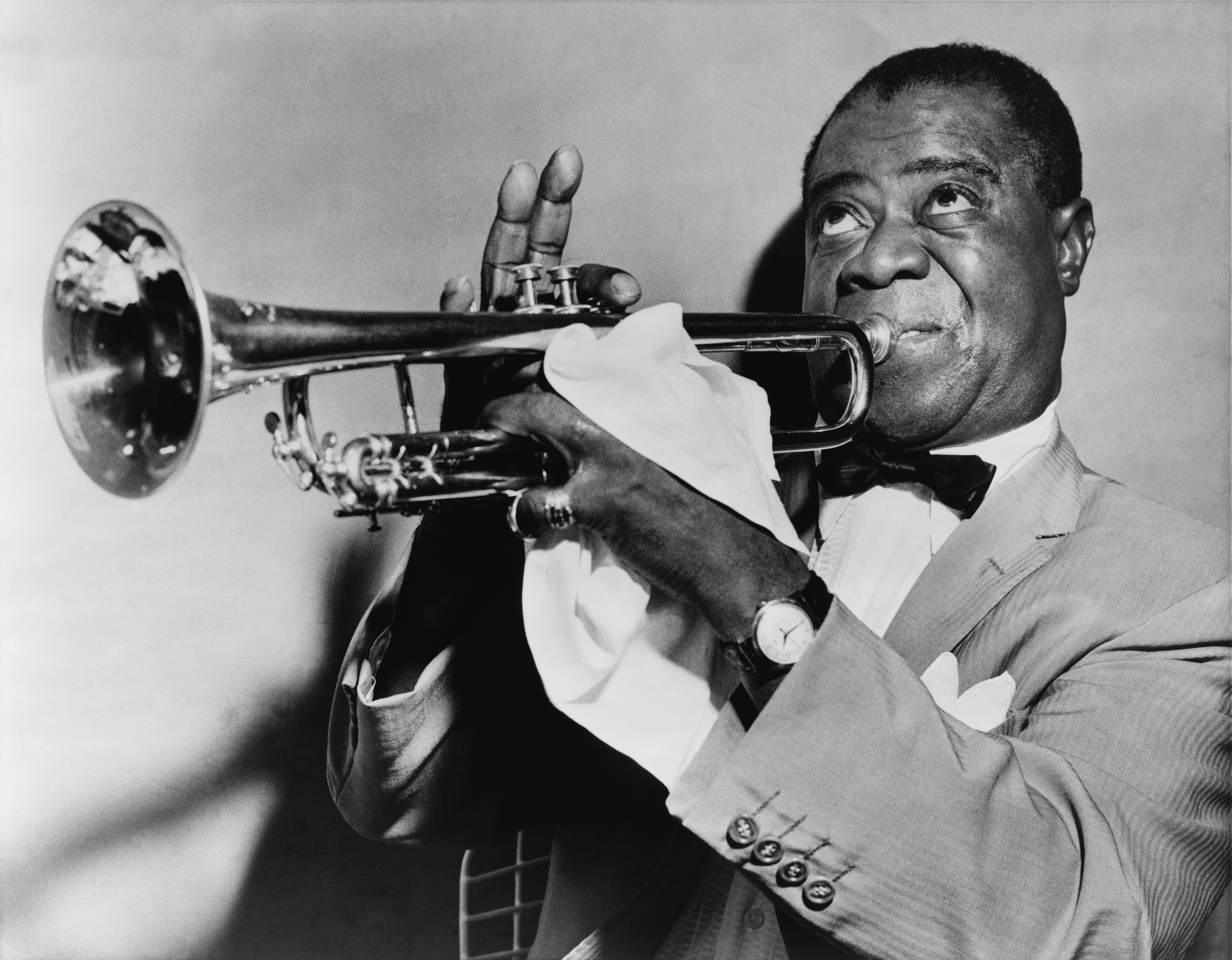
موسيقيّ الجاز وعازف الترومبيت والمُمثِّل الأمريكيّ لويس أرمسترونغ.

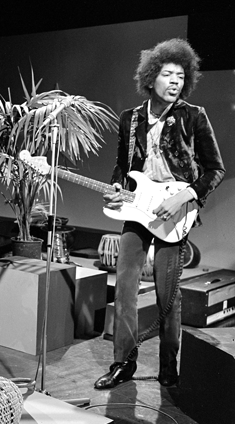
يُعدّ جيمي هندريكس أهم وأكثر عازفي الغيتار تأثيرًا في تاريخ موسيقى الروك.

لم يكن السود كغيرهم من العرقيات يربطون أنفسهم بلون البشرة، إنما ربطوا أنفسهم بالمجموعات الإثنيَّة المختلفة (المقترنة غالبًا بلغاتهم الأم) التي انحدروا منها خلال المئتيّ سنة الأولى من تاريخ وجودهم في الولايات المتَّحدة. إذ كان الأفراد يربطون أنفسهم بإثنياتهم ومثال عنها الأشانتي أو الإغبو أو الباكونغو أو الولوف، ولكن غالبًا ما وضِعَ جميع العبيد الأسرى المُستجلبين إلى الأمريكيتين الذين انتموا لمختلف الشعوب التي سكنت غرب أفريقيا مع بعضهم البعض دون تفريقهم حيث لم يأبه المستعمرون الإنجليز عمومًا للفروق الإثنيَّة التي ميَّزت وفصلت ما بين المجموعات الإثنيَّة العديدة التي تألَّف منها هؤلاء الأسرى. كان المستوطنون في المناطق العُليا من ولايات جنوب الولايات المتَّحدة يضعون أفراد المجموعات الإثنيَّة الأفريقيَّة المختلفة مع بعضهم البعض. كان لهذا الأمر دور هام على اعتبار أنَّ هؤلاء الأسرى جاؤوا من منطقة واسعة من ساحل غرب أفريقيا تمتد من السنغال شمالًا وصولًا إلى أنغولا جنوبًا، ووصلت في بعض الحالات من الساحل الجنوبيّ الشرقيّ للقارة عند موزمبيق. ونشأت من رحم ذلك هوية وثقافة أمريكيَّة أفريقيَّة ضمَّت في طياتها عناصر مستوحاة من المجموعات الإثنيَّة المختلفة والتراث الثقافيّ الأوروبيّ فانبثق عنها تجلَّيات مثل الكنيسة السوداء، والإنجليزيَّة الأمريكيَّة الأفريقيَّة. كانت هذه الهوية الجديدة قائمة على أصل الشخص ووضعه كعبد وليس على انتمائه الإثنيّ.
وبالمقابل، أظهرت سجّلات العبيد في لويزيانا قيام المستعمرين الفرنسيين والإسبان الذين حكموا المنطقة بتوثيق معلومات أشمل عن الأفارقة الغربيين ومن بينها إثنياتهم وأسماءهم القبليَّة.
يُشير توصيف «السود» العرقيّ في الولايات المتَّحدة إلى الأشخاص من جميع ألوان البشرة الممكنة من أدكنها لونًا حتَّى افتحها ويشمل المُهق المنحدرين من أصول أفريقيَّة (بنسبٍ واضحة وملحوظة). هنالك أيضًا مجموعة من الشمائل الثقافيَّة المُحدَّدة المرتبطة بكون المرء «أمريكيًا أفريقيًا»، وهذا التوصيف هو مصطلح يُستعمل فعليًا بالترادف مع مصطلح «أسود» في الولايات المتَّحدة. أعلنت بريطانيا العظمى عن حظر تجارة الرقيق العابرة للأطلسيّ التي كانت تتحكم بالجزء الأكبر منها في شهر مارس عام 1807. وسرعان ما تبعتها الولايات المتَّحدة الذي دخل فيها الحظر حيز التنفيذ بتاريخ 1 يناير عام 1808 وهو أول يوم استطاع الكونغرس اتخاذ هذا الإجراء التاريخيّ بحكم القانون بعدما كانت الفقرة التاسعة من المادّة الأولى من دستور الولايات المتَّحدة تحمي الاتجار بالرقيق.

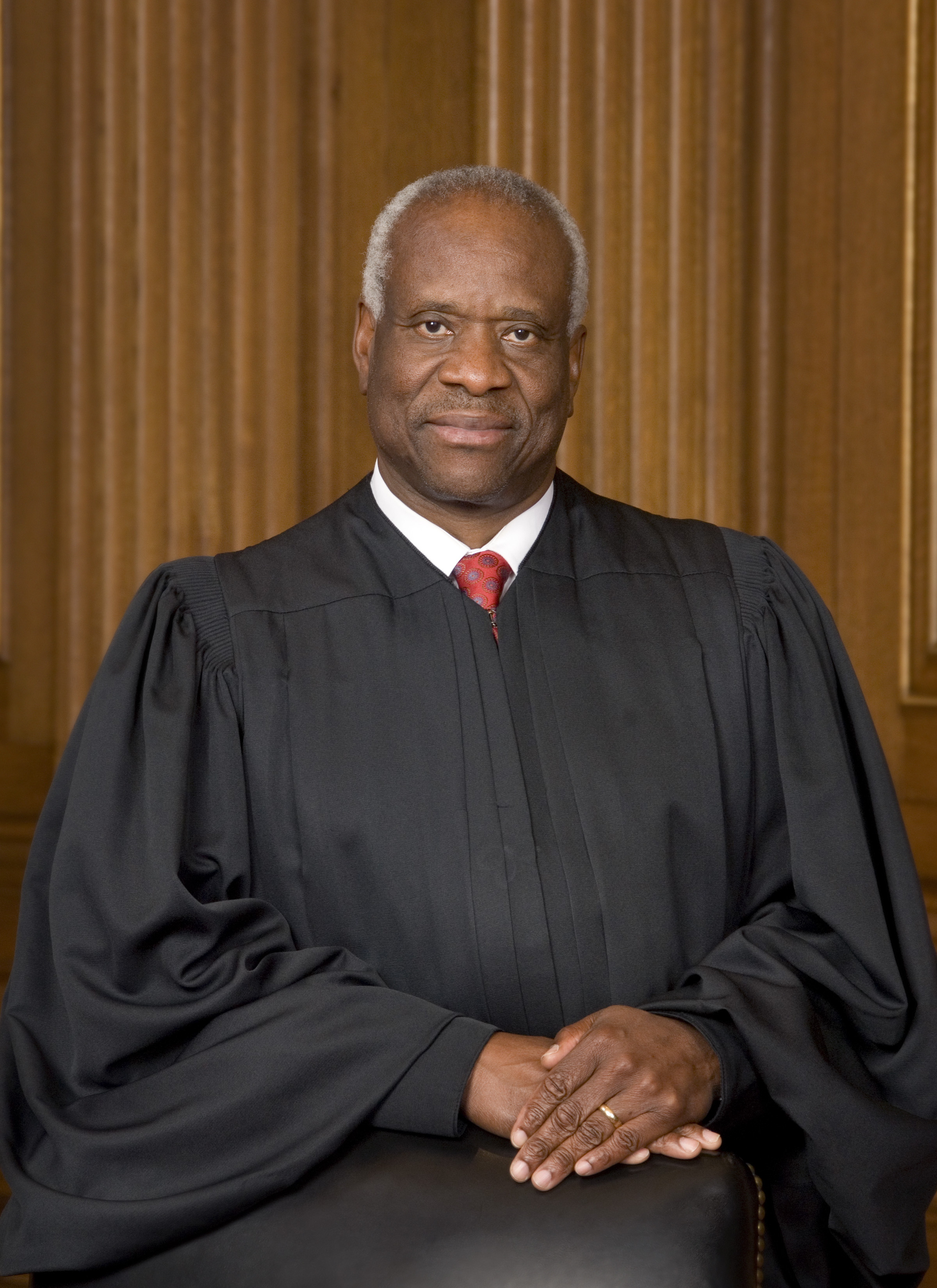
كلارنس توماس القاضي العضو في المحكمة العليا الأمريكيَّة.

كانت غالبية السود في الولايات المتَّحدة في ذلك الوقت مولودين فيها مما أثار عددًا من الإشكالات حول استعمال مصطلح «أفارقة» للإشارة إليهم. خشي الكثير من السود استعمال كلمة «أفريقيّ» للإشارة إلى أنفسهم على اعتبار ما قد تشكِّله من عائق في وجه نضالهم لنيل حقوق المواطنة الأمريكيَّة الكاملة، وهذا رغم افتخارهم بها في بادئ الأمر. كذلك شعروا أنَّ الكلمة ستعمل على تمكين أولئك الذين دعوا إلى إرجاع السود إلى أفريقيا. وجَّه قادَّة السود الدعوة إلى الأمريكيين السود لإزالة كلمة «أفريقيّ» من جميع مؤسَّساتهم واستبدالها بكلمة «negro» أو كلمة «أمريكيّ ملوَّن» في عام 1835. لم تحافظ سوى بضع مؤسَّسات سوداء على اسمائها التاريخيَّة مثل الكنيسة الأسقفيَّة الميثوديَّة الأفريقيَّة. استعمل الأمريكيون الأفارقة هاتين الكلمتين الجديدتين على نطاقٍ واسع من أجل وصف أنفسهم حتَّى ستينيات القرن العشرين.
اُستعمِلَ مصطلح أسود على مر التاريخ الأمريكيّ، ولكنَّه لم يكن شائعًا بسبب ما كان يحمله حينها هذا اللفظ من وصمة. استخدمَ مارتن لوثر كينغ الابن كلمة «negro» خمسة عشر مرَّة في خطبته الشهيرة «لدي حلم» التي ألقاها في عام 1963، في حين استخدم كلمة «أسود» أربع مرَّات. وكان استعماله للكلمة الأخيرة مقرونًا بذكره لكمة «بيض» مثل قوله «الرجال السود والرجال البيض».
ظهرت الحاجة المُلِّحة إلى اعتماد مصطلح جديد للابتعاد عن شبح الماضي والتخلص من مدلولات التمييز والعنصرية مع نجاح حركة الحقوق المدنيَّة. إذ شجَّع الناشطون على استعمال مصطلح أسود بدلًا من «negro» باعتبارها كلمة دالَّة على الفخر والقوَّة والكفاح العرقيّ. كان من المنعطفات الهامَّة في تاريخ الكلمة استعمال كوامه توره (ستوكلي كارمايكل) لمصطلح «القوَّة السوداء»، واستعمال المغني جيمس براون لكلمة أسود في أحد أغانيه الشهيرة.
حثَّ زعيم الحقوق المدنيَّة جيسي جاكسون الأمريكيين على استعمال مصطلح «أمريكيين أفارقة» في عام 1988 لما يحمله من دلالات ثقافيَّة وتاريخيَّة، فضلًا عن تشابهه مع المصطلحات المشابهة التي استعملها الأمريكيون المنحدرون من أصول أوروبيَّة مثل الأمريكيون الألمان، والأمريكيون الإيطاليون...إلخ أصبحت الكلمة منذ حينها مترادفة في معناها مع كلمة السود. هذا ويتواصل الجدال حول المصطلحين وأياهما أفضل وأكثر ملائمة (إن كان أحدهما كذلك). تعتبر ماولانا كارينغا مصطلح «أمريكيين أفارقة» أكثر ملائمة لأنَّه يمثِّل توصيفًا دقيقًا للأصل التاريخيّ والجغرافيّ الذي ينحدر منه السود. أمَّا آخرون فاعتبروا مصطلح «أسود» أفضل لأنَّ كلمة «أفارقة» تعطي انطباعًا بالغربة وهذا رغم الدور الذي لعبه الأمريكيون السود في تأسيس الولايات المتَّحدة. ومع ذلك فما زال آخرون يعتبرون كلمة أسود غير دقيقة لأنَّ الأمريكيين الأفارقة لديهم درجات مختلفة من ألوان البشرة. أشارت بعض استطلاعات الرأي إلى أنَّ غالبية الأمريكيين السود لا يُفضِّلون أيًا من هاتين الكلمتين دون غيرهما، وهذا رغم وجود تفضيل ضئيل لاستخدام كلمة «أسود» عند تبادلهم للأحاديث الشخصيَّة، وكلمة «أمريكيين أفارقة» في المواقف والمناسبات الأكثر رسميَّة.
يُعدّ الأمريكيون السود أو الأمريكيون الأفارقة وفقًا لتعاريف التعداد الأمريكيَّة مواطني الولايات المتَّحدة والمقيمون فيها المنحدرة أصولهم من أفريقيا جنوب الصحراء الكبرى. يتضمن هذه التصنيف وفقًا لمكتب الإدارة والميزانية كلًا من أولئك الأفراد الذين يُعرِّفون أنفسهم كأمريكيين أفارقة، بالإضافة إلى الأشخاص المهاجرين من بلدان الكاريبي وأفريقيا جنوب الصحراء. ولذلك فإنَّ هذا التصنيف المُعتمد على الجغرافيا قد يتناقض أو يُخطئ في تمثيل التعريف الذاتيّ للشخص لعدم كون جميع المهاجرين من أفريقيا جنوب الصحراء من العرق الأسود. كما أشار مكتب التعداد إلى حقيقة كون هذه التصنيفات عبارة عن بُنى اجتماعيَّة سياسيَّة ولا يجب النظر إليها كتصنيفات علميَّة أو أنثروبولوجيَّة.
لا يُعرِّف المهاجرون الأفارقة أنفسهم عمومًا كأمريكيين أفارقة وفقًا لمكتب تعداد الولايات المتَّحدة. إذ تُعرِّف الغالبية الساحقة من المهاجرين الأفارقة أنفسها مع المجموعات الإثنيَّة التي ينتمون إليها (نحو 95% منهم). أمَّا المهاجرون من بعض بلدان الكاريبيّ، وأمريكا الوسطى، وأمريكا الجنوبيَّة والمنحدرين عنهم فقد يختار بعضهم استعمال المصطلح بغرض التعريف الذاتيّ، في حين يحجم بعضهم الآخر عن ذلك.
كشفت استطلاعات الرأي التي أُجرِيت على الأمريكيين الأفارقة الذين استعانوا بخدمات التتبع الوراثيّ وجود اختلاف بالأسلاف والأصول، وإظهارها لنزعات مختلفة تبعًا للمنطقة وجنس الأسلاف. توصلت هذه الدراسات إلى توزع متوسط الأصول الوراثيَّة للأمريكيين الأفارقة بنسبة متراوحة من 73.2% إلى 80.9% كأصول أفريقيَّة غربيَّة، وما تتراوح نسبته من 18% إلى 24% كأصول أوروبيَّة، وما يتراوح من 0.8% إلى 0.9% كأصول أمريكيَّة أصليَّة. وهذا مع وجود اختلافات وتباينات كبيرة في النسب من فرد إلى آخر. أشارت دراسات منشورة في دورية الشخصية وعلم النفس الاجتماعيّ أنَّ الأمريكيين يبالغون في تقدير القوَّة الجسديَّة وحجم وقدرة احتمال الشباب الأسود.

#### قاعدة القطرة الواحدة

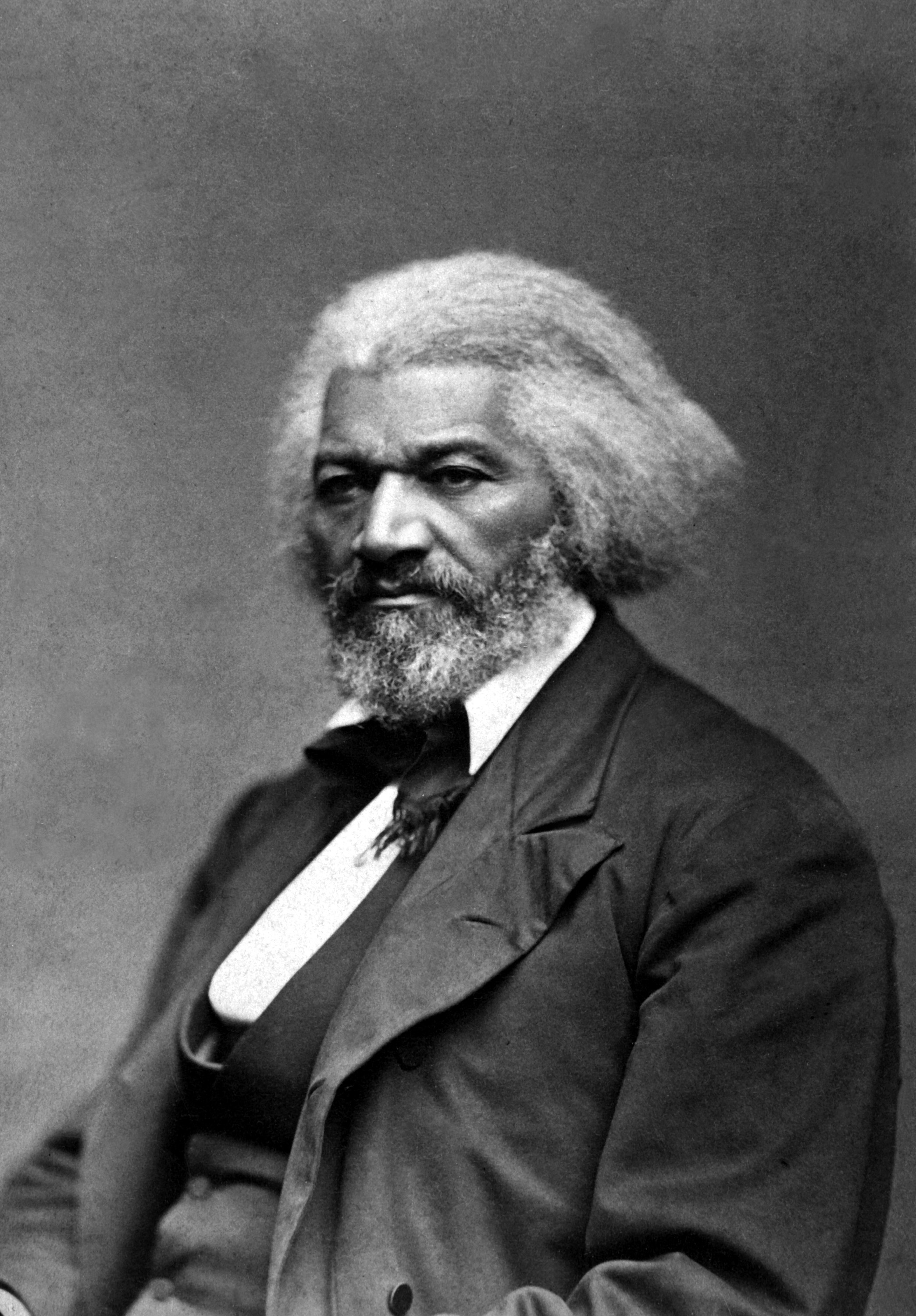
المصلح الاجتماعيّ ذوي الأصول العرقيَّة المختلطة فريدريك دوغلاس.

شاعَ في جنوب الولايات المتَّحدة منذ من أواخر القرن التاسع عشر استعمال مصطلح قاعدة القطرة الواحدة للإشارة إلى الممارسة القائمة على تصنيف جميع الأشخاص الذين كان لهم أصول أفريقيَّة معروفة كسود. تُعدّ هذه الممارسة مثالًا على التحامل العرقيّ تجاه السود حيث اُعتبِر أي شخص يحمل أصولًا أفريقيَّة (ولو كانت ضئيلة) شخصًا أسودًا. لم تصبح هذه الممارسة العنصريَّة قانونًا في العديد من الولايات حتَّى مطلع القرن العشرين. اختلف التعريف القانونيّ لقاعدة القطرة الواحدة من ولاية إلى أخرى. وكان التعريف العرقيّ أكثر تساهلًا قبل اندلاع الحرب الأهليَّة الأمريكيَّة خلال القرنين الثامن عشر والتاسع عشر. فعلى سبيل المثال كان تحت أمرة الرئيس توماس جفرسون أشخاص بيض من الناحية القانونيَّة (كونهم سود بنسبة أقل من 25%) بموجب ما نصَّ عليه قانون ولاية فرجينيا حينذاك، ولكن اُعتبِر هؤلاء من الرقيق لأنَّ أمهاتهم كن عبيدًا وذلك تبعًا لمبدأ تبعية الأولاد لأمهاتهم التي اتخذته فرجينيا قانونًا لها في عام 1662.
تبَّنت بعض الدول الأخرى خارج الولايات المتَّحدة قاعدة القطرة الواحدة في السابق، ولكن اختلفَ تعريف من هو أسود من بلد لآخر لدرجة كبيرة تبعًا لمدى تشديد المعايير المطبَّقة.
من الأسباب المحتملة الكامنة وراء استحداث قاعدة القطرة الواحدة هو استعمالها كوسيلة لزيادة أعداد العبيد السود. ومع ذلك فقد كان من نتائج هذه الممارسة توحيد الأمريكيين الأفارقة في صفٍ واحد. إذ كان العديد من أبرز الإبطاليين والناشطين المدافعين عن الحقوق المدنيَّة خلال القرن التاسع عشر من ذوي الأصول العرقيَّة المختلطة من أمثال فريدريك دوغلاس، وروبرت بورفس، وجيمس ميرسر لانغستون هيوز. دعا هؤلاء لإحلال المساواة ومعاملة الجميع سواسية أمام القانون.

#### مفهوم السواد

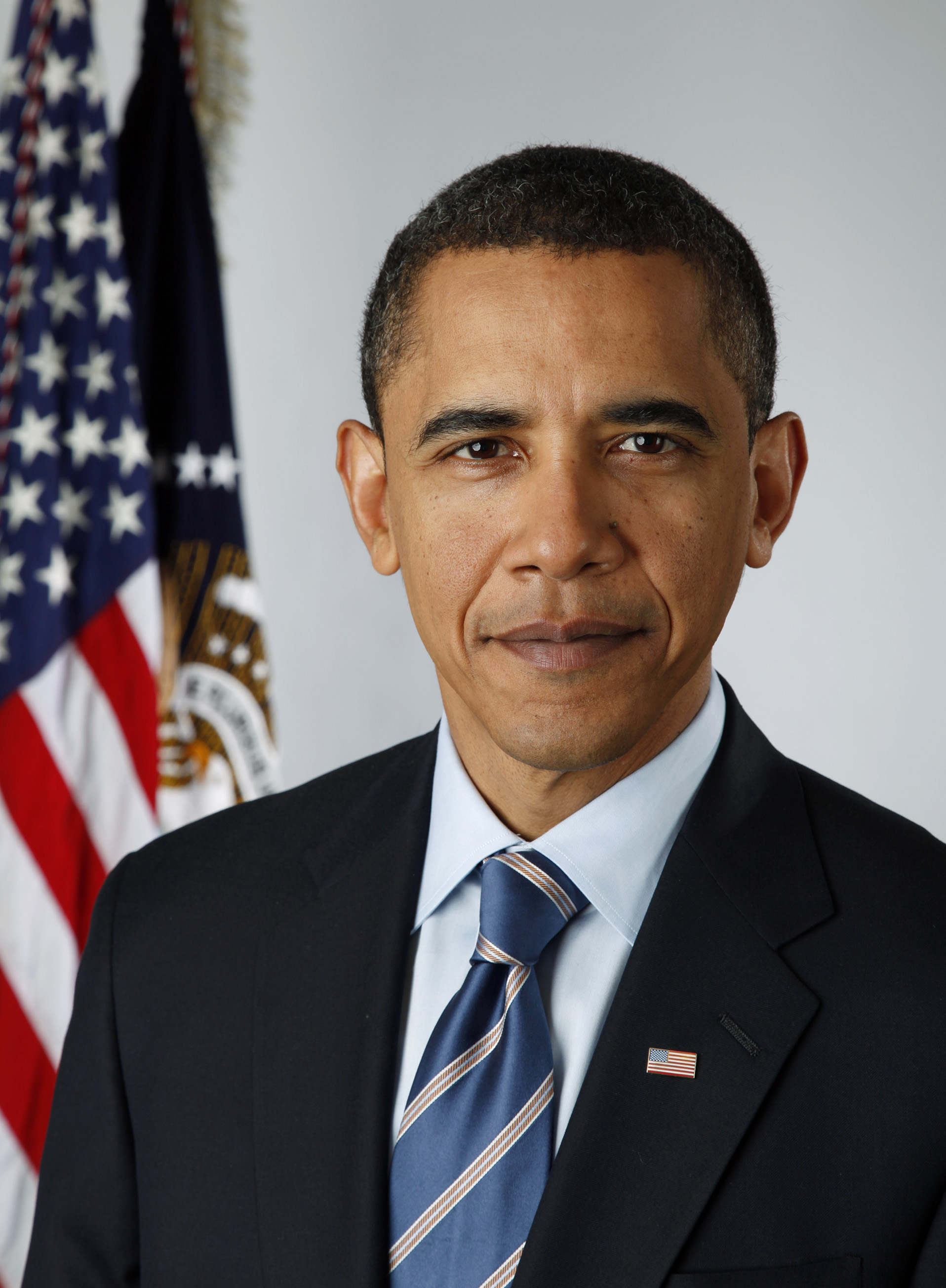
باراك أوباما أول رئيس للولايات المتَّحدة من غير البيض، وأول من يُعرِّف نفسه كأمريكيّ أفريقيّ، ومن أصول عرقيَّة مُختلطة. واجه أوباما خلال حملته الانتخابيَّة انتقادات اعتبرته إمَّا أسودًا لدرجة كبيرة كبير أو غير أسود بما يكفي.

عُرِّف مفهوم السواد في الولايات المتَّحدة باعتباره الدرجة التي يمكن فيها للمرء ربط نفسه بكل من جوانب الثقافة الأمريكيَّة الأفريقيَّة الشعبيَّة، والسياسة، والقيم. لا يتمحور هذا المفهوم إلى درجة معينة حول العرق بحد ذاته بل حول التوجه والثقافة والسلوك السياسيّ. يمكن مقارنة هذا المفهوم مع تصرف السود كالأمريكيين البيض من خلال التطبع بعاداتهم والتحلي بالمظاهر والسمات المرتبطة نمطيًا بالأشخاص البيض من ناحية الملابس، وطريقة الكلام، والذوق الموسيقيّ، وحتَّى مستوى التحصيل الأكاديميّ تبعًا لنظرة عدد كبير من الشباب السود الذين يربطون التحصيل العلميّ العاليّ بالأمريكيين البيض.
لا ينحصر تطبيق مفهوم السواد على الأشخاص السود في الولايات المتَّحدة بل يتعداه ليشمل أشخاصًا من غير السود بسبب صفات السواد التي يغلب عليها الطابع السياسيّ، والثقافيّ. فمثلًا وصفت الروائية توني موريسون الرئيس بيل كلينتون بأول رئيس أمريكيّ أسود، لأنَّها اعتبرته «يجسِّد جميع المجازات المنوطة بالسود» على حد تعبيرها. هذا وقد رحَّب كلينتون بهذه الإشادة من موريسون. أشار الباحث مارتن هالبرن إلى أنَّ القادة الأمريكيين الأفارقة «كانوا مسرورين من كثرة ظهورات كلينتون في بيئات أمريكيَّة أفريقيَّة، واختلاطه مع أصدقائه السود، وسفره إلى أفريقيا، وقراره الدفاع عن التمييز الإيجابيّ، ومبادرته العرقيَّة الراميَّة إلى تعزيز التفاهم العرقيّ التي أطلقها عام 1997»، كما دافعوا عن كلينتون خلال إجراءات عزله. أشارَ هالبرن بأنَّ اهتمام كلينتون بعدد من النواحي التي يهتم لها السود كان كفيلًا بعدم إحداث شرخ كبير في دعم قادة الحقوق المدنيَّة له حيث كانت شعبيته عالية بين الأمريكيين الأفارقة، وهذا على الرغم من الانتقادات التي وجَّهها بعض القادة السود من اليساريين للاتفاق الذي أبرمه كلينتون مع الجمهوريين من أجل إقرار إصلاحات في نظام الرفاه الاجتماعيّ، وعدَّة جوانب إشكاليَّة من تشريعه المناهض للجريمة، وتجاهله للفقراء خلال الفترة التي انتعش فيها الاقتصاد الأمريكيّ في عهده.
كذلك طفت مسألة السواد على السطح خلال حملة المرشح الديمقراطيّ باراك أوباما الرئاسيَّة في عام 2008. شكَّك بعض المُعلِّقين من كفاية سواد أوباما الذي اُنتخِب رئيسًا للبلاد ليصبح أول رئيس أمريكيّ ينحدر من أصول عرقيَّة سوداء حيث اعتبروا أنَّ خلفيته لم تكن نمطيَّة لأنَّ أمه كانت أمريكيَّة بيضاء، ووالده كان طالبًا أفريقيًا أسودًا من كينيا. أمَّا أوباما فاختار أن يُعرِّف نفسه كشخص أسود وأمريكيّ أفريقي.
نقلت وسائل إعلاميَّة في يوليو عام 2012 عن اكتشاف مساعدي أوباما لأبحاث تاريخيّة ونتائج من تحليل الحمض النوويّ التي تُرجِّح انحداره إلى جون بانش من طرف والدته. يعتبر بعض المؤرِّخون بانش أول عبد أفريقيّ أسود في مستعمرة فرجينيا حيث كان عامل سخرة حُكِمَ عليه بالخدمة مدى الحياة في عام 1640 بعد محاولته الهرب. تُعدّ قصَّة جون بانش والمنحدرين من نسله مثالًا على التنوع العرقيّ الضارب في القدم الذي عرفته الولايات المتَّحدة على مر تاريخها لأنَّ بانش وأبناءه تزوجوا أو جامعوا نساءً بيضاوات كن على الأرجح من عاملات السخرة المنتميات للطبقة العاملة نفسها. وكان أطفالهم ذوي الأصول العرقيَّة المختلطة أحرارًا لأنَّ أمهاتهم الإنجليزيات ولدتهن كذلك. أصبح خط النسل الذي تنحدر منه والدة أوباما من عائلة بانش من أصحاب العقارات مع مرور الوقت، وظلّوا يتزوجون من البيض حتَّى أضحوا في نهاية جزءًا من المجتمع الأبيض بحلول الفترة من أوائل إلى منتصف القرن الثامن عشر على الأرجح.

### المكسيك
المكسيكيون الأفارقة أو المكسيكيون السود هم شريحة من سكان المكسيك ينحدرون بالأساس من أفريقيا جنوب الصحراء، ويُعرِّفون أنفسهم على هذا الأساس. يَتألَّف المكسيكيون السود من الأفراد المنحدرين من العبيد السود الذين اُستجلِبوا إلى المكسيك خلال الحقبة الاستعماريَّة في الوقت الذي ازدهرت فيه تجارة الرقيق العابرة للأطلسيّ، والسود الذين انتقلوا إلى المكسيك بعد ذلك، ومن بينهم المهاجرين المنحدرين من أصولٍ أفريقيَّة الذين جاؤوا من جميع دول الكاريبي وأمريكا الوسطى المجاورة الناطقة بالإسبانيَّة والإنجليزيَّة والفرنسيَّة، فضلًا عن العبيد الذين هربوا من جنوب الولايات المتَّحدة إلى المكسيك، وبالإضافة أيضًا إلى المهاجرين الأفارقة حديثي العهد.
يتركَّز المكسيكيون الأفارقة في تجمعات سكانيَّة مُحدَّدة تتسم بانعزالها الكبير مثل تلك الموجودة في منطقتيّ كوستا تشيكا أواهاكا، وغيريرو، وولاية فيراكروز، وبعض المدن الواقعة في شمال البلاد التي توجد فيها أقليات من المكسيكيين ذوي الأصول الأفريقيَّة. بلغَ عدد المكسيكيين الذين عرَّفوا أنفسهم كمكسيكيين أفارقة 1,381,853 نسمة أو ما تُشكِّل نسبته 1.2% من مجموع سكان البلاد بحسب المسح الإحصائيّ الرسميّ الذي أُجرِي عام 2015. كان هذا التعداد أول مرَّة تسأل فيها الحكومة المواطنين عن اعتبار أنفسهم كمكسيكيين أفارقة.

### الكاريبي

#### هايتي
الهايتيين الأفارقة أو الأفروهايتيين هم الهايتيين الذين تنحدر أصولهم من أفريقيا جنوب الصحراء. يُشكِّل الهايتيون الأفارقة أكبر مجموعة عرقيَّة في البلاد.
تنحدر أصول غالبية الهايتيين الأفارقة من الرقيق الذين استجلبتهم الإمبراطورية الإسبانيَّة ومملكة فرنسا إلى هيسبانيولا للعمل في الحقول. كان الأفروهايتيين أكبر مجموعة عرقيَّة في البلاد منذ قيام الثورة الهايتيَّة حيث يُشكِّلون نسبة 95% من مجموع سكان البلاد.

#### جامايكا
يُعدّ الجامايكيون الأفارقة أكبر مجموعة عرقيَّة في جامايكا حيث بلغ عددهم 2,471,946 نسمة وهو ما يُشكِّل 92.1% من مجموع سكان البلاد بحسب تعداد عام 2011. تنحدر أصول الجامايكيين الأفارقة من العبيد الذين نُقِلوا بالسفن إلى الجزيرة عبر تجارة الرقيق العابرة للأطلسيّ بدءًا من القرن السادس عشر. إذ وثِّقَ وصول أول مجموعة من الأفارقة إلى جامايكا من شبه الجزيرة الإيبيريَّة في عام 1513.

#### جمهورية الدومنيكان
نقلَ المستعمرون الإسبان أول سفن الرقيق التي حملت على متنها أسلاف الدومنيكانيين الأفارقة إلى جمهورية الدومنيكان خلال الفترة التي ازدهرت فيها تجارة الرقيق عبر الأطلسيّ. يُشكِّل الدومنيكانيون الأفارقة نسبة 15.8% من عدد سكان البلاد بحسب تقديرات عام 2014.

#### بورتوريكو
عمِل المستعمرون الإسبان أيضًا على نقل الرقيق من سواحل غرب أفريقيا إلى بورتوريكو. إذ ينحدر البورتوريكيون الأفارقة إلى العبيد الذين استحضرهم الإسبان إلى الجزيرة.

## أمريكا الجنوبية

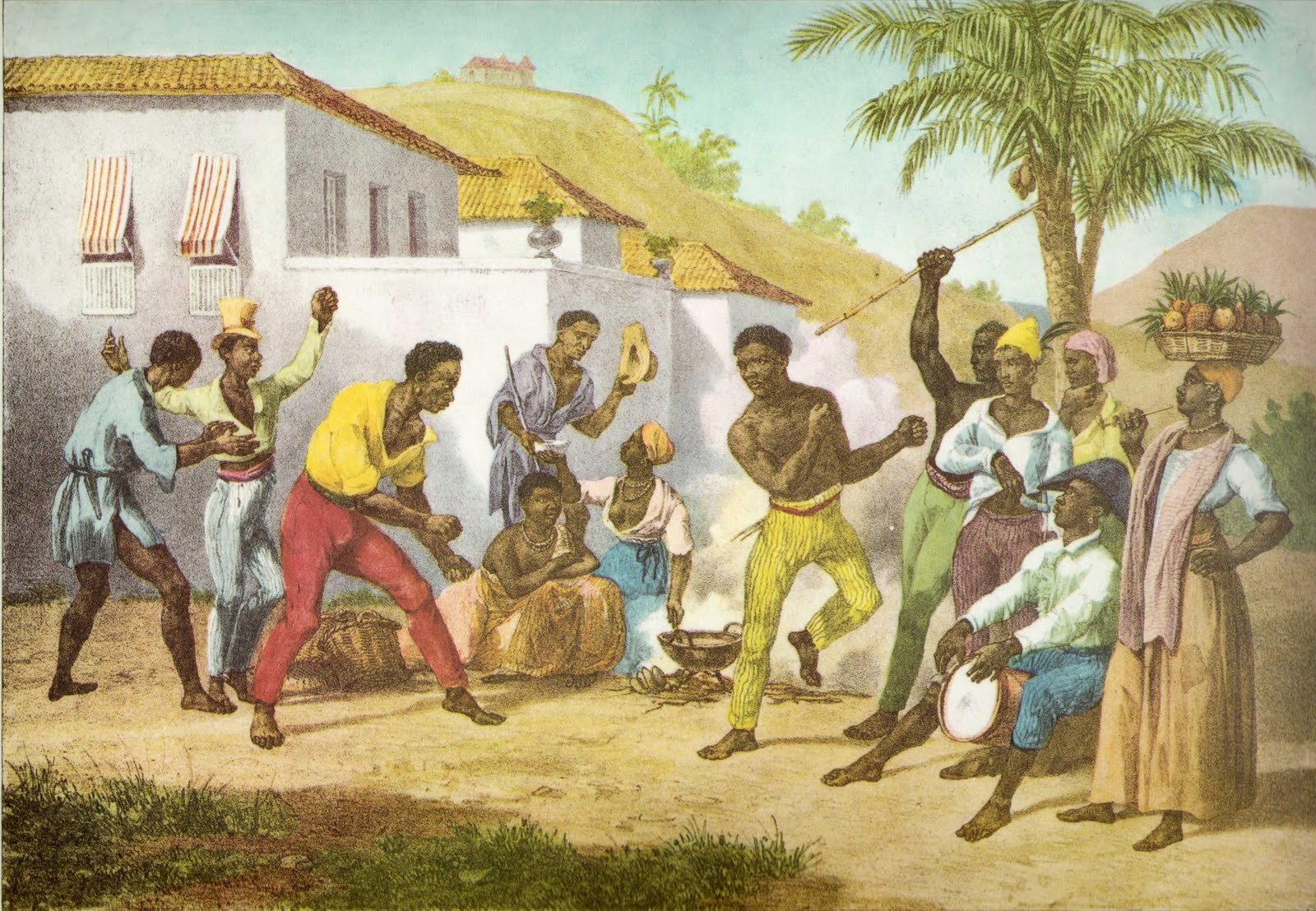
فن الكابويرا القتاليّ الأفروبرازيليّ.

بلغ عدد العبيد المنقولين بالسفن من أفريقيا إلى الأمريكيتين ما يناهز الاثنا عشر مليون شخص خلال الفترة التي استمرت فيها تجارة الرقيق عبر الأطلسيّ من عام 1492 حتَّى عام 1888. ونُقِل 11.5 مليون شخص من هؤلاء إلى أمريكا الجنوبيَّة والكاريبي. كانت البرازيل أكبر مستورد للرقيق في الأمريكيتين حيث بلغ عدد العبيد الأفارقة المُستجلبين إليها ما يناهز الـ5.5 مليون شخص، وجاءت بعدها جزر الكاريبي البريطانيَّة بنحو 2.76 مليون شخص، وتبعها جزر الكاريبي الإسبانيَّة والبر الرئيسيّ الإسبانيّ بنحو 1.59 مليون شخص، ومن بعدها جزر الكاريبي الفرنسيَّة بنحو 1.32 مليون شخص. يبلغ عدد المنحدرين عن هؤلاء العبيد في أمريكا الجنوبيَّة والكاريبي في الوقت الحاضر أكثر من 150 مليون نسمة. لم ينحصر تصنيف المرء كشخص أسود في أمريكا الجنوبيَّة والكاريبي النظر إلى لون البشرة وحسب بل غالبًا ما شمِلَ ذلك ملامح الوجه ونوع الشعر. كما ارتبط التصنيف العرقيّ بالمنزلة الاجتماعيَّة والمتغيرات الاقتصاديَّة الاجتماعيَّة، ولا سيما في ضوء ممارسات التبييض العرقيّ وغيرها من الممارسات المُرتبطة التي كانت منتشرة في أمريكا اللاتينيَّة.

### البرازيل
يُعدّ مفهوم الأعراق البشريَّة معقَّدًا إلى حد كبير في البرازيل. إذ لم يُصنَّف الأطفال عند ولادتهم ضمن الفئة العرقيَّة لأحد الوالدين أو كليهما حيث لم يكن هناك بالأصل فئتين عرقيتين انحصر الاختيار فيما بينهما. وبدلًا من ذلك كان هناك أكثر من عشرة فئات مُعترف بها للإشارة إلى الأشخاص الواقعين ما بين أولئك المنحدرين من أصول أفريقيَّة غربيَّة خالصة، والخلاسيين ذوي البشرة الفاتحة للغاية. ارتبطت هذه الفئات باجتماع عدد من الصفات الخارجيَّة التي ميَّزت كل شخص عن غيره مثل لون الشعر ونوعه ولون البشرة ولون العينين. شكَّلت هذه الفئات طيفًا متواصلًا مثل ألوان الطيف حيث لم تنعزل أو تبرز أي منها عن غيرها إلى حدٍ يُذكر. ولذلك فقد كان الناس في البرازيل يُصنَّفون تبعًا لمظاهرهم وليس استنادًا على أسلافهم.
يختلف الباحثون حول آثار المكانة الاجتماعيَّة على التصنيفات العرقيَّة في البرازيل. إذ يُعتقد أن ارتقاء الشخص على السلم الاجتماعيّ وتحصيله لمستوى عالٍ من التعليم يؤدي إلى اعتباره من ذوي البشرة الفاتحة. يسود في البرازيل اعتقاد شعبيّ رجعيّ ينظر إلى البيض الفقراء على أنَّهم سود، وللسود الأغنياء على أنَّهم بيض. يختلف بعض الباحثون حول ذلك قائلين بأن «تبييض» الشخص لمكانته الاجتماعيَّة هو أمر يمكن فقط لذوي الأصول العرقيَّة المختلطة (الباردو) الذين يشكِّلون شريحة كبرى من سكان البلاد القيام به، ولا يستطيع الأشخاص الذين يُعتبرون من السود (البريتو) القيام به لأنَّ المجتمع سيظل يعتبرهم أشخاص سودًا بغض النظر عن ثروتهم الطائلة ومكانتهم الاجتماعيَّة الرفيعة.

#### الإحصاء
| 1872 | 3,787,289  | 1,954,452 | 4,188,737  | –       | 9,930,478 |             |
| 1940 | 26,171,778 | 6,035,869 | 8,744,365  | 242,320 | 41,983    | 41,236,315  |
| 1991 | 75,704,927 | 7,335,136 | 62,316,064 | 630,656 | 534,878   | 146,521,661 |

| السنة | بيض   | باردو | سود   |
| ----- | ----- | ----- | ----- |
| 1835  | 24.4% | 18.2% | 51.4% |
| 2000  | 53.7% | 38.5% | 6.2%  |
| 2010  | 48.4% | 42.4% | 6.7%  |

بلغ عدد الأسرى الذين نُقِلوا بالسفن من غرب ووسط أفريقيا إلى البرازيل نحو 3.5 شخص خلال الفترة الممتدة من عام 1500 حتَّى عام 1850. وهذا جعل البرازيل في المرتبة الأولى بالمنطقة من حيث مجموع عدد الرقيق المُستجلبين إليها. خلص الباحثون إلى أنَّ أكثر من نصف سكان البرازيل ينحدرون جزئيًا أو كليًا من هؤلاء الرقيق. تحوي البرازيل أكبر عدد من الأشخاص المنحدرين من أصول أفريقيَّة خارج قارة أفريقيا. لم تضع الحكومة الاستعماريَّة البرتغاليَّة والحكومات البرازيليَّة المتعاقبة قوانين رسميَّة تمنع التزاوج بين الأعراق المختلفة خلال فترة انتشار تجارة الرقيق وما أعقبها، وذلك على العكس تمامًا من الولايات المتَّحدة التي سنَّت حينها هذا النوع من القوانين العنصريَّة. كان التزاوج بين مختلف الأعراق والخلفيات شائعًا في البرازيل خلال الحقبة الاستعماريَّة مثل دول أمريكا اللاتينيَّة الأخرى، وما زال كذلك في وقتنا الحاضر. مالَ الأشخاص ذوي الأصول العرقيَّة المختلفة (الباردو) من الجنسين إلى الزواج من الأشخاص البيض. ولذلك فإنَّ الكثير من البرازيليين الأوروبيين ينحدرون جزئيًا من أصولٍ أفريقيَّة غربيَّة أو أصولٍ أمريكيَّة أصليَّة. أظهر آخر تعداد سكانيّ في القرن العشرين تمكَّن فيه البرازيليين من الاختيار من بين خمس فئات إثنيَّة/لونيَّة كانوا يعترفون بها أنَّ نسبة 54% من الأفراد اعتبروا أنفسهم بيضًا، ونسبة 6.2% اعتبروا أنفسهم سودًا، في حين اعتبرت نسبة 39.5% أنفسهم من البنيين (الباردو). تُعدّ الباردو فئة واسعة حيث تشمل على جزء كبير من ذوي الأصول العرقيَّة المختلطة، ومن ضمنهم الأشخاص المنحدرين من ثلاثة أعراق مختلفة.
ظهرت فلسفة التبييض العرقيّ في البرازيل خلال القرن التاسع عشر. وارتبطت أفكارها باستيعاب السكان البيض للأشخاص ذوي الأصول العرقيَّة المختلطة من خلال الزواج بهم. لم تقم الحكومة بتسجيل بيانات عن الخلفيات العرقيَّة للسكان إلَّا من وقت ليس بالبعيد. ومع ذلك فقد قدَّر الخبراء الإحصائيون في عام 1835 نسبة السود (البريتو) الذين كان أغلبهم حينها من الرقيق بنحو 50% من مجموع السكان، ونسبة البنيين (الباردو) بنحو 20%، ونسبة البيض بنحو 25%، وكانت بقية السكان من البرازيليين الأصليين. كان بعض أولئك الذين صُنِّفوا على أنَّهم من الباردو منحدرين من ثلاثة أعراق مختلفة.
تضَّمنت التغيُّرات الديموغرافيَّة التي عاشتها البلاد بعد ذلك إلغاء العبودية، وزيادة معدَّلات الهجرة من أوروبا وآسيا، واستيعاب ذوي الأصول العرقيَّة المُتعدِّدة وغيرها من العوامل التي أفضت إلى تغيير التركيب العرقيّ للسكان بحلول تعداد عام 2000 حيث شهدت نسبة السود تراجعًا لتصبح عند 6.2%، في حين كانت نسبة البادرو 40%، ونسبة البيض 55%. يعود السبب الكامن وراء هذا الانخفاض الملحوظ أساسًا إلى استيعاب ذوي الأصول العرقيَّة المختلطة للسكان السود من خلال الزواج بهم. وجدَت دِراسة وراثيَّة تعود لسنة 2007 أنَّ نسبة ما لا يقل عن 29% من البرازيليين المنتمين للطبقة الوسطى ينحدرون جزئيًا من أصول أفريقيَّة حديثة نسبيًا (منذ عام 1822 ونهاية الحقبة الاستعماريَّة).

#### العلاقات العرقية

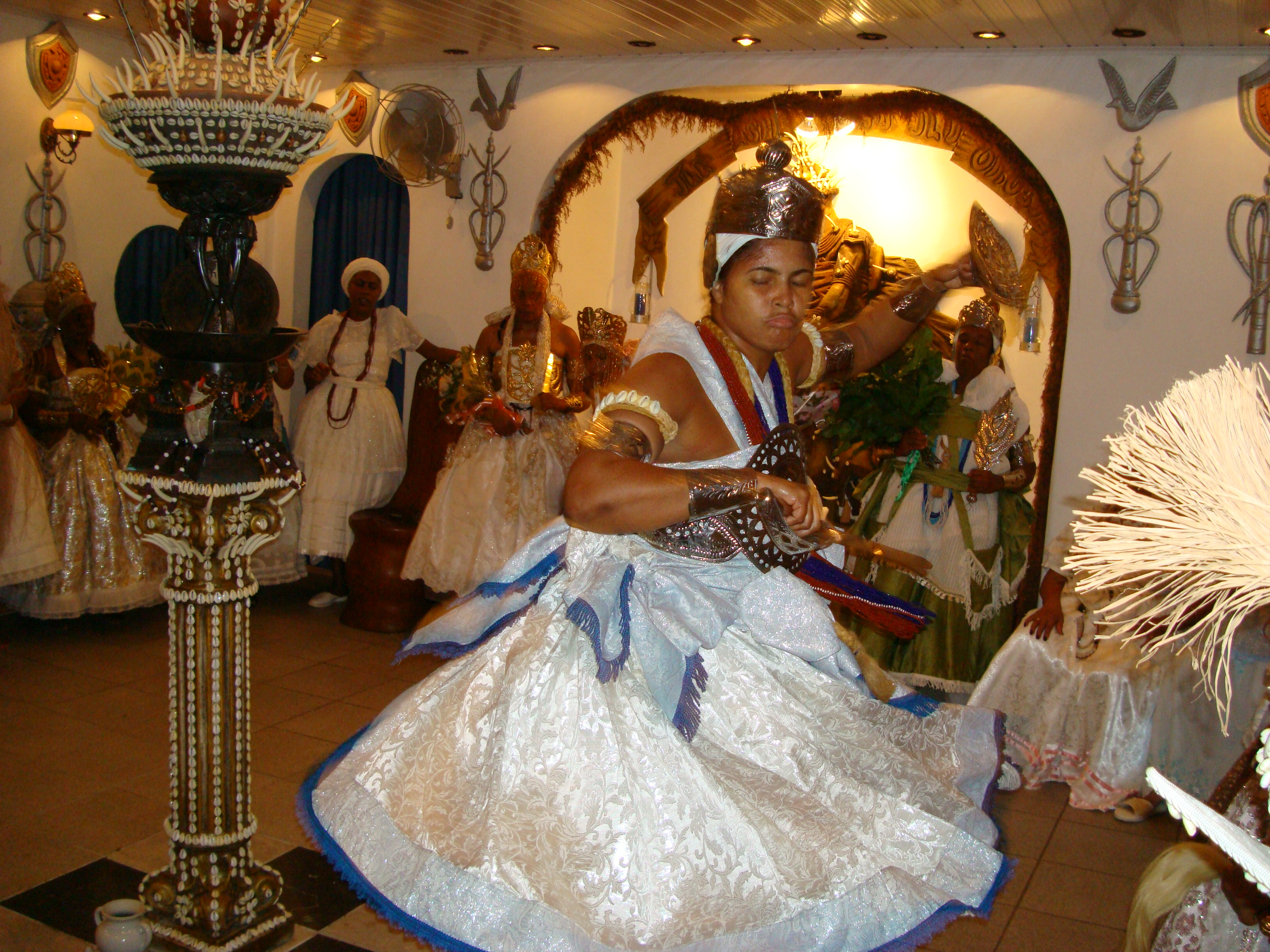
رقصة شعائريَّة يؤدّيها معتنقي ديانة كاندومبليه.

تلافت البرازيل الانجرار وراء الاستقطاب العرقيّ الثنائيّ ما بين البيض والسود بسبب القبول الواسع للزواج بين الأعراق المختلفة في المجتمع البرازيليّ، وهو ما عزَّز من التلاحم والتآخي بين مكونات الشعب المختلفة. استطاعت البرازيل أيضًا إلغاء العبودية دون الانزلاق إلى حرب أهليَّة. كذلك لم تشهد البرازيل اضطرابات عرقيَّة عنيفة ومشحونة مماثلة لتلك التي قَسَّمت الولايات المتَّحدة. ارتفعت نسبة البرازيليين الذين اعتبروا أنفسهم سودًا من 6.2% في عام 2000 لتصبح 6.7% في عام 2010. كما ارتفعت نسبة الذين اعتبروا أنفسهم من ذوي الأصول العرقيَّة المختلطة من 38.5% لتصبح 43.1%. قالَ وزير المساواة العرقيَّة إليو فيهيرا جراوجو في عام 2010 بأنَّ هذا الارتفاع كان نتيجة زيادة فخر الكثير من السود والبرازيليين الأصليين بهويتهم وخلفيتهم.
أثارت فلسفة الديمقراطية العرقيَّة في البرازيل بعض الانتقادات من ناحية المعضلات الاقتصاديَّة التي تواجهها البلاد. إذ تُعدُّ فجوة توزع الثروة في البرازيل الأكبر من نوعها في العالم بأسره حيث تجني الطبقة الأغنى من البرازيليين (التي تُشكِّل 10%) أكثر من متوسط أجور الطبقة الأفقر من الشعب (التي تشكل 40%) بنحو 28 ضعفًا. تتألَّف الغالبية الساحقة من طبقة الـ10% فاحشة الثراء هذه من البرازيليين البيض المنحدرين من أصولٍ أوروبيَّة. في حين يقبع نحو ثلث الشعب البرازيليّ تحت خط الفقر. ويُشَكِّل السود وغيرهم من البرازيليين غير البيض نحو 70 بالمئة من الفقراء.

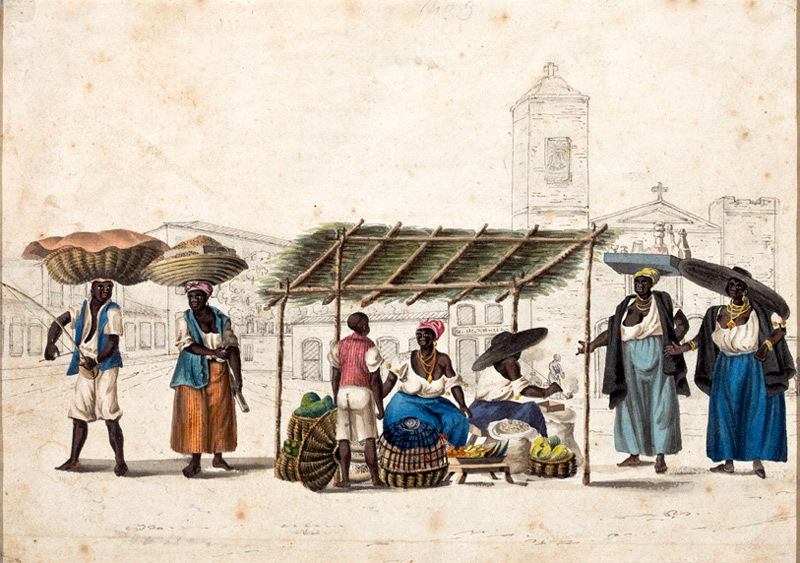
باعة فواكه في ريو دي جانيرو (نحو عام 1820).

جنى الأمريكيون الأفارقة وذوي الأصول العرقيَّة المختلطة بالمتوسط ما نسبته 76.8% مما جناه البيض في الولايات المتَّحدة في عام 2015. أمَّا في البرازيل فقد جنى البرازيليون السود وذوي الأصول العرقيَّة المختلطة بالمتوسط نحو 58% مما جناه البرازيليون البيض في عام 2014. يُلاحظ أنَّ فجوة الدخل ما بين السود وغيرهم من غير البيض هي فعليًا صغيرة نسبيًا بالمقارنة مع الفجوة الكبيرة بين البيض وغير البيض. ولا يمكن أيضًا إغفال عدد من العوامل الاجتماعيَّة الأخرى مثل الأُمية ومستوى التحصيل التعليميّ التي تستشري بين غير البيض بمُعدَّلات أعلى.

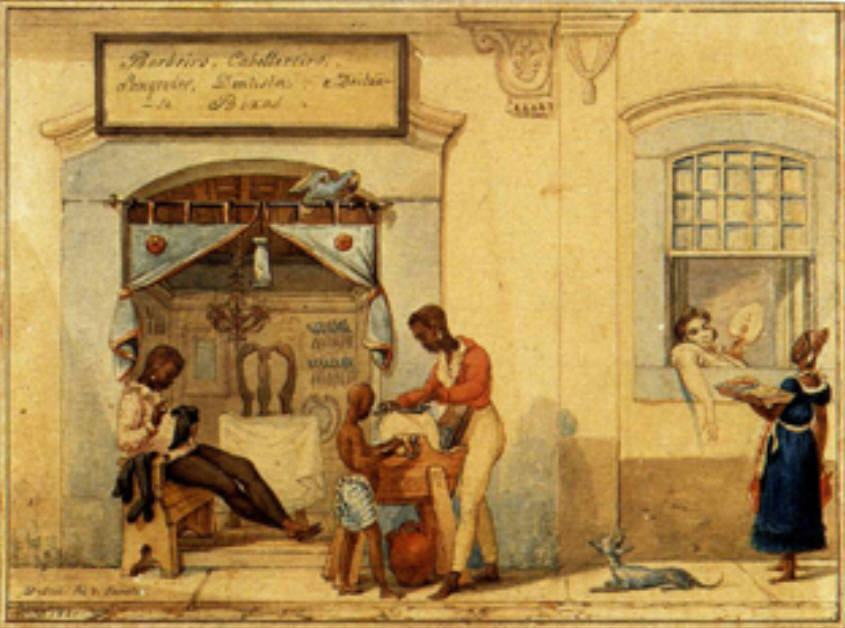
لوحة تُصوِّر جانبًا من حياة برازيليين سود (نحو عام 1821).

يرى بعض المراقبون أنَّ السبب الخفي وراء صورة البرازيل الخارجيَّة باعتبارها مثالًا على «الانسجام العرقيّ» في عهد ما بعد الاستعمار تكمن في الطبيعة العرقيَّة المرنة التي تتمتع بها البلاد، والتي أدَّت إلى تقسيم الأشخاص المنحدرين من أصول أفريقيَّة إلى هؤلاء الذين ينحدر غالبية أسلافهم من السود ويظهر عليهم ذلك من ملامحهم، وأولئك ذوي الأصول الأفريقيَّة الأقل وضوحًا. ولذلك فقد أعاق هذا الأمر البرازيل من تطوير هوية مشتركة بين البرازيليين السود. في حين أنَّ الأمريكيين الأفارقة في الولايات المتَّحدة أُجبِروا على التكاتف والاتّحاد في نضالهم خلال حركة الحقوق المدنيَّة نتيجة ما تعرَّضوا إليه تاريخيًا من فصل عنصريّ وممارسات عنصريَّة جاحفة لتطبيق سياسة سيادة البيض عليهم في ولايات الجنوب الأمريكيّ، فضلًا عن تعرضهم للتمييز في العديد من مناطق البلاد الأخرى.
لم ينتخب البرازيليين سوى القليل من السود في مناصب حكوميَّة رسميَّة، وهذا رغم النسبة الكبيرة التي يُشكِّلها البرازيليون المنحدرون جزئيًا من أصولٍ أفريقيَّة. فمثلًا لم ينتخب الناس في مدينة سالفادور الواقعة بولاية باهيا عمدةً غير أبيض، وهذا بالرغم من أنَّ 80% من سكان المدينة هم من غير البيض.
دعا بعض الناشطين والأكاديميين إلى استعمال كلمة «negro» البرتغاليَّة للإشارة إلى جميع المُنحدرين من أصول أفريقيَّة في البلاد بغية تحفيزهم على تشكيل هوية جماعيَّة «سوداء»، وذلك نظرًا لأشكال التمييز التي يواجهها البرازيليون من غير البيض.

### كولومبيا
يُعدّ الكولومبيون الأفارقة ثانيّ أكبر مجموعة سكانيَّة مُنحدِرة من أصولٍ أفريقيَّة في أمريكا اللاتينيَّة بعد البرازيليين الأفارقة. إذ يُشكِّل الكولومبيون الأفارقة ما نسبته 6.68% من مجموع السكان، وهو ما يعادل نحو ثلاثة ملايين نسمة بحسب الإحصاءات الصادرة عن الشعبة الإداريَّة الوطنيَّة للإحصاء. يعيش معظم الكولومبيون السود في شمال غرب ساحل البحر الكاريبي وساحل المحيط الهادئ في إدارات مثل تشوكو التي تبلغ نسبة الكولومبيين الأفارقة في عاصمتها كيبدو 95.3%.
لا يعترف سوى 4.4 مليون شخص من الكولومبيين السود بانحدارهم من أصول أفريقيَّة، وذلك نظرًا لطبيعة العلاقات العرقيَّة المتداخلة ما بين السود والبيض والسكان الأصليين في كولومبيا.

### فنزويلا

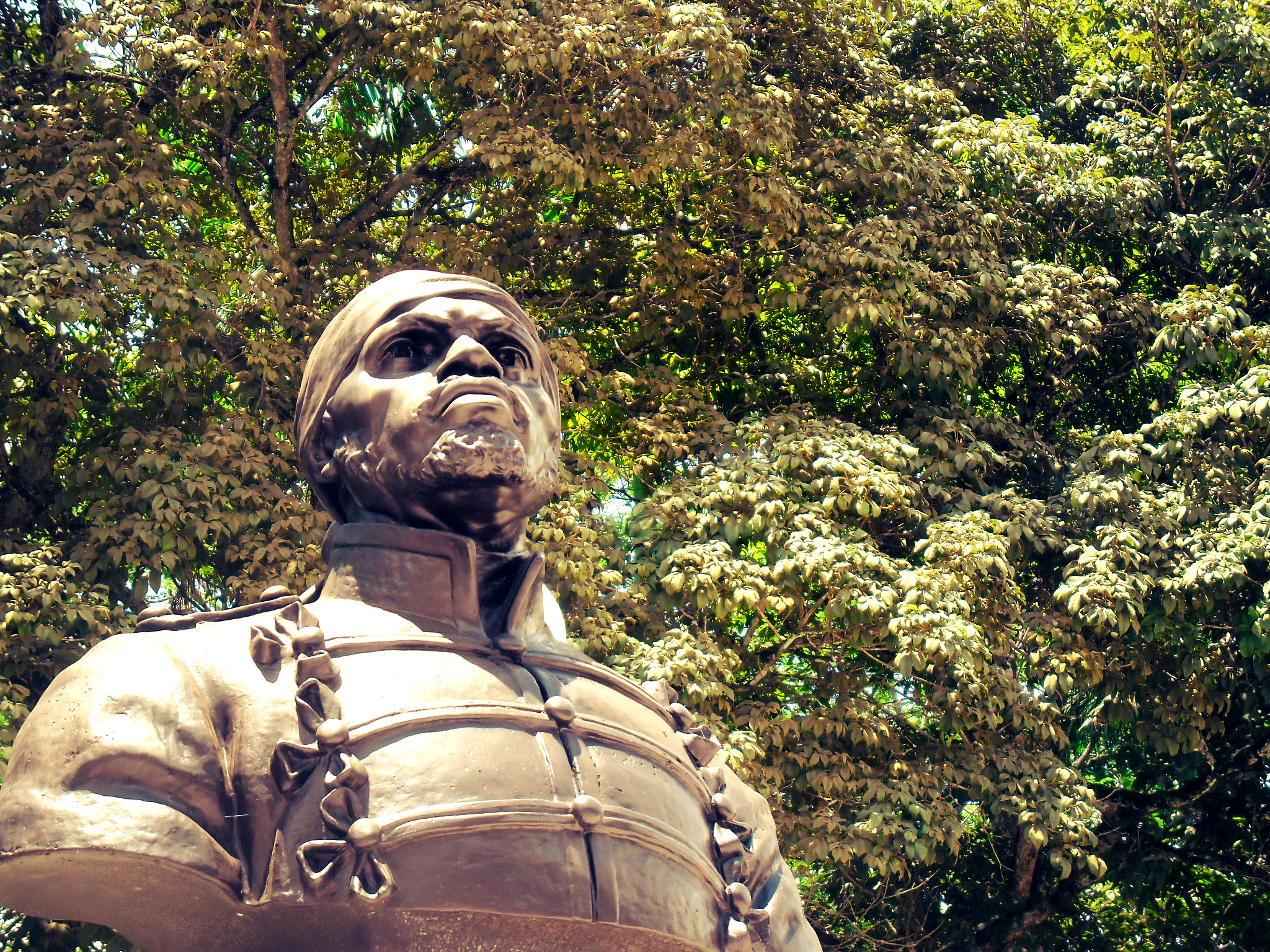
بيدرو كاميخو المُلقَّب بـ"الأسود الأول" الذي ضحَّى بحياته من أجل الاستقلال بعدما سقط في إحدى المعارك التي قادها صديقه خوسيه أنطونيو بايث.

ينحدرُ معظم الفنزوليون السود من أفريقيا حيث كان أسلافهم من العبيد الذين اُستجلِبوا للبلاد خلال الحقبة الاستعماريَّة، في حين ينحدر قسم آخر منهم من المهاجرين الذين جاؤوا إلى فنزويلا من كولومبيا وجزر الأنتيل. شارك السود في حركة الاستقلال حيث دخل بعضهم التاريخ كأبطال. يُعدّ التراث الأفريقيّ من العناصر الهامَّة المؤلِّفة للثقافة الفنزويليَّة. ويتجلى ذلك من خلال العديد من الأجناس الموسيقيَّة والرقصات الفنزويليَّة المُتوارثة مثل التامبور وهي من الرقصات اللاتينيَّة الأفريقيَّة العائدة للعهد الاستعماريّ، وموسيقى ليانيرا، وغايتا ثوليانا اللتان تدمجان ما بين الموروثات الثقافيَّة المختلفة الجامِعة للفئات المؤلِّفة للشعب الفنزويليّ. وهذا فضلًا غن تأثر المطبخ الفنزويليّ بالوصفات الأفريقيَّة.

توجد مجتمعات من الفنزويليين الأفارقة في منطقة بارلوفينتو، وولاية بوليفار، بالإضافة إلى عدد من البلدات الصغيرة. كما يعيشون في مختلف مناطق البلاد الأخرى. يُشكِّل السود نسبة كبيرة نسبيًا من مجموع سكان فنزويلا، ولكنَّ معظمهم هم من ذوي الأصول العرقيَّة المختلطة.